# BMW
Pour les articles homonymes, voir BMW (homonymie).
BMW (ou Bayerische Motoren Werke en allemand, litt. « Manufacture bavaroise de moteurs ») est un constructeur allemand d'automobiles haut-de-gamme, sportives et luxueuses et de motos, après avoir été un grand constructeur de moteurs d'avions. L'entreprise a été fondée en 1916 par Gustav Otto et Karl Friedrich Rapp. La marque BMW fait partie du Groupe BMW avec Mini et Rolls-Royce.
Le siège social et le musée de BMW sont situés à Munich en Allemagne.
En 2018, BMW a vendu 2 125 026 véhicules automobiles et 123 495 deux-roues (BMW Motorrad).

## Historique
BMW est créée le 7 mars 1916, par fusion de deux entreprises de mécanique de Munich, la Bayerische Flugzeugwerke et Rapp Motorenwerke, un fabricant de moteurs d'avion. L'emblème de la marque BMW reprend le cercle noir du logo de Rapp, avec au centre le blanc et le bleu symbolisant les couleurs de la Bavière.
Lorsque l'entreprise devient la « Bayerische Motoren Werke », en 1917, ses dirigeants décident d'utiliser les couleurs de la Bavière. Toutefois, pour ménager les susceptibilités de la monarchie très centralisatrice à l'époque (l'Allemagne n'est unie que depuis 1871) et éviter de raviver les tendances régionalistes, les couleurs bavaroises sont inversées, le bleu passant avant le blanc. En 1929, douze ans après la création du logo BMW, un lien est fait sur une publicité avec la symbolisation d'une hélice en rotation (les quartiers blancs représentent cette hélice, les bleus le ciel). L'hélice n'est donc pas à l'origine du logo, mais les services de marketing y voyant des avantages laissèrent la légende perdurer.  

### Entre-deux-guerres

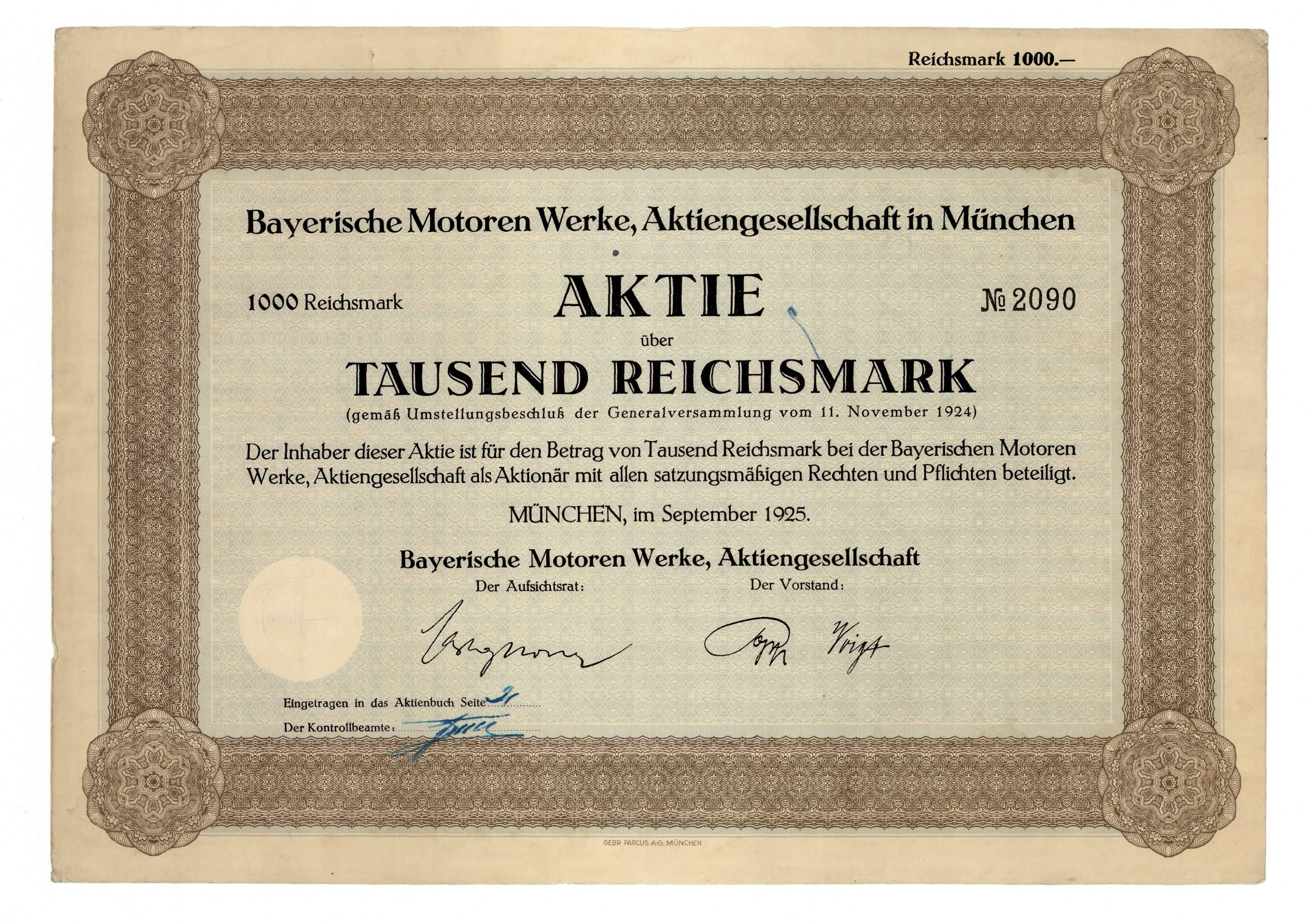
Action de la Bayerische Motoren Werke AG en date de septembre 1925.

À la suite de la défaite de l'Allemagne lors de la Première Guerre mondiale et du traité de Versailles signé en 1919, il lui fut interdit de produire des avions ainsi que des moteurs pour son pays, et l'entreprise fut donc forcée de se reconvertir. Elle se diversifia et produisit des moteurs pour motocyclettes (1922, avec un bicylindre à plat dessiné par Max Friz), camions et voitures. La production de motos prit de l'importance, avec un investissement important dans la compétition. En 1929, une BMW atteint 216,75 km/h, pilotée par l'Allemand Ernst Jakob Henne.
En dehors d'un record d'altitude clandestin en 1920 (9 760 mètres), la production de moteurs d'avions reprit dans les années 1930, d'abord avec la fabrication sous licence de moteurs américains Pratt & Whitney, puis avec le moteur en étoile BMW 801 qui équipa le Focke-Wulf Fw 190.
En 1928, BMW rachète le constructeur allemand Dixi dont les usines sont situées à Eisenach et se lance dans l'assemblage de la minuscule Austin Seven anglaise dont Dixi a acquis la licence de construction. C'est ainsi que naît en 1929, la BMW 3/15 (trois vitesses, 15 ch). La principale modification aura été de passer toute la visserie et boulonnerie des pas Whitworth aux pas métriques. Une 3/15 PS gagne la Coupe des Alpes en 1929.
En 1930, sort un modèle nommé Wartburg, de 748 cm3. En 1933 sortent la BMW 303, équipée d'un six-cylindres de 1 773 cm3 et la BMW 315 de 1 490 cm3.
Les activités motocyclistes continuent, puisque la 100 000e moto sort en 1938 et que le record de vitesse passe à 279,5 km/h en 1939. Le modèle R 75 avec side-car équipera l'armée.

### Sous le Troisième Reich
Selon Joachim Scholtyseck, un historien indépendant, Günther Quandt, important actionnaire de BMW, ainsi que ses fils Herbert et Harald (dont la mère a épousé Joseph Goebbels en secondes noces),  nazi. Ainsi, durant la Seconde Guerre mondiale, BMW a exploité plus de cinquante mille travailleurs forcés, prisonniers de guerre ou issus de camps de concentration, notamment dans le camp d'Allach, et ce, parfois, jusqu'à la mort. Dans son enquête publiée fin septembre 2011, cet historien qualifie Günther Quandt d'« entrepreneur sans scrupules » et démontre l'origine immorale de son immense fortune, issue notamment de la spoliation des entrepreneurs juifs. BMW participe, avec onze autres groupes allemands, à un fonds d'indemnisation des victimes du travail forcé sous le nazisme, doté fin 1999 de dix milliards de Deutsche Marks.
En novembre 2007, le Norddeutscher Rundfunk présente le film Das Schweigen der Quandts en français : « Le Silence des Quandt ». Le film montre des centaines de prisonniers devenus incapables de travailler après avoir servi dans l'usine d'accumulateurs des Quandt à Hanovre-Stöcken et logés dans une succursale du camp de concentration de Neuengamme. Ils furent déportés à Gardelegen et y furent assassinés dans la grange d'Isenschnibbe.
Entre 1939 et 1943, BMW développe le moteur à réaction BMW 003, considéré comme le premier turboréacteur moderne au monde avec son compresseur axial et son étage de combustion annulaire.

### Après-guerre
En 1945, l'usine de Munich est presque totalement détruite et celle d'Eisenach en Thuringe est occupée par les Soviétiques. Ceux-ci vandalisent les usines et s'emparent de la technologie de BMW, le siège de Munich est « dévalisé » par les britanniques au titre des dommages de guerre. En 1948, la société doit alors se contenter de la production de motocyclettes et d'équipements ménagers et électroménagers. En 1950, le secteur automobile repart à son tour, avec la sortie d’une grosse berline, la 501. Trop chère et presque indécente dans une Allemagne qui n’en finit pas de déblayer ses ruines, elle ne connaîtra qu’une diffusion confidentielle.
En 1952, l'entreprise d'Eisenach (située en Allemagne de l'Est) est nationalisée. Jusqu'à cette période, l'usine de Munich n'avait jamais produit de voitures. En 1952, la production d'automobiles démarre avec des modèles faisant pâle figure à côté de leur concurrent direct, l'allemand Mercedes-Benz. À cette époque, BMW fabrique aussi bien une huit-cylindres (la BMW 501) que l'Isetta, petit véhicule urbain, sous licence italienne ISO Rivolta, équipé d'un monocylindre quatre-temps issu d'une moto de la gamme de l'époque et qui se vend à plus de 150 000 exemplaires. Cependant, le coût élevé de sa production endette un peu plus encore BMW. En 1959, la production de la 700 assure un sursis à la société au bord de la faillite.
La reprise en main de la gestion de la société par Herbert Quandt, fils de l'industriel Günther Quandt, qui devient un des principaux actionnaires, réoriente radicalement la stratégie de l'entreprise, axée sur des modèles plus abordables et plus proches de la demande (dans une Allemagne ruinée par la guerre) avec un nouveau slogan « Die neue Klasse » (« la nouvelle classe »). Il fait table rase de la hiérarchie préexistante et introduit un système basé sur la méritocratie dans la culture de l'entreprise, ce qui permet à celle-ci de connaître un essor sans précédent.
La BMW 1500 est présentée en 1961 au salon de l'automobile de Francfort, ce qui tourne une page dans l'histoire de la marque. Motocyclettes et automobiles font gagner à BMW sa notoriété lors de confrontations sportives.
En 1966, BMW rachète le constructeur allemand Glas.
En 1991 et 1993, BMW lance deux prototypes de véhicules électriques désignés sous le nom de BMW E1.
En 1992 a lieu la création de la branche de personnalisation BMW Individual
En janvier 1994, sous l'ère Bernd Pischetsrieder, la société prend le contrôle de Rover (automobile). Mais six ans plus tard, Rover continue à subir des pertes colossales et BMW cède les marques Rover et Morris Garage, au consortium Phoenix Venture Holdings (en).
En décembre 1994, BMW signe un accord avec Vickers propriétaire de Rolls-Royce et Bentley, pour la production commune de moteurs.
En 1998, BMW rachète le fabricant de voitures de luxe Rolls-Royce, qui lance en janvier 2003 la Rolls-Royce Phantom, son premier modèle en tant que filiale de BMW.
En février 1999, BMW limoge Bernd Pieschetsrieder et nomme Joachim Milberg à la tête de BMW.
Le 17 mars 2000, BMW vend Land Rover à Ford pour trois milliards d'euros soit 2,8 milliards de dollars. La vente a été signée à Munich par Joachim Milberg, président du groupe BMW et Jacques Nasser, président du constructeur américain.
Pendant cette même période, le groupe BMW conserve la marque Mini et les droits de production du nouveau modèle présenté l'année suivante.

### XXIesiècle
Depuis le 7 juillet 2001, BMW commercialise une nouvelle version de la Mini.
En 2007, BMW rachète au groupe italien MV Agusta le constructeur de motos suédois Husqvarna que la marque intègre dans sa division moto, BMW Motorrad, et annonce poursuivre la production en Italie.
Le 31 janvier 2013, BMW revend Husqvarna Motorcycles à l'entrepreneur autrichien Pierer Industrie AG (KTM), pour se concentrer sur la production de véhicules urbains et électriques.
En août 2015, le finlandais Nokia vend sa filiale de cartographie Here à un consortium de constructeurs automobiles allemands incluant Daimler, Audi et BMW pour 2,8 milliards d'euros.
En février 2018, le groupe BMW rachète la totalité des parts de DriveNow à la société allemande Sixt.
En mars 2018, Daimler et BMW fusionnent leurs services de mobilité. En 2019, les deux sociétés allemandes investissent dans le marché de la mobilité urbaine et annoncent le lancement de Free Now. Ce service permet de réserver dans une même application des taxis, des VTC et des trottinettes.
En août 2019, Oliver Zipse devient le nouveau patron du groupe BMW et remplace Harald Krüger à la direction.
En 2022, BMW arrête la production de la M760Li, marquant la fin du moteur V12 chez le constructeur. En mars, BMW signe un accord pour une acquisition de la marque Alpina fin 2025. Le constructeur indépendant, anciennement préparateur, associé depuis près de 60 ans à BMW, cessera alors ses activités historiques à cette date.

## Identité visuelle

Logo de 1916 à 1933.
Logo de 1936 à 1963.
Logo de 1963 à 1997.
Logo de 1997 à 2020.
Logo depuis 2020.

## Chiffres de vente
| Année | Ventes mondiales du constructeur BMW | Ventes mondiales du constructeur BMW | Ventes mondiales du constructeur BMW | Ventes mondiales du constructeur BMW | Ventes mondiales du constructeur BMW | Ventes mondiales du constructeur BMW | Ventes mondiales du constructeur BMW | Ventes mondiales du constructeur BMW | Ventes mondiales du constructeur BMW | Ventes mondiales du constructeur BMW | Ventes mondiales du constructeur BMW | Ventes mondiales du constructeur BMW | Ventes mondiales du constructeur BMW | Ventes mondiales du constructeur BMW | Ventes mondiales du constructeur BMW | Ventes mondiales du constructeur BMW | Ventes mondiales du constructeur BMW | Ventes mondiales du constructeur BMW | Ventes mondiales du constructeur BMW | Ventes mondiales du constructeur BMW | Ventes mondiales du constructeur BMW | Ventes mondiales du constructeur BMW | Ventes mondiales du constructeur BMW | Ventes mondiales du constructeur BMW | Ventes mondiales du constructeur BMW | Ventes mondiales du constructeur BMW | Ventes mondiales du constructeur BMW | Ventes mondiales du constructeur BMW | Ventes mondiales du constructeur BMW | Ventes mondiales du constructeur BMW | Ventes mondiales du constructeur BMW | Ventes mondiales du constructeur BMW | Ventes mondiales du constructeur BMW | Ventes mondiales du constructeur BMW | Ventes mondiales du constructeur BMW | Ventes mondiales du constructeur BMW | Ventes mondiales du constructeur BMW | Ventes mondiales du constructeur BMW | Ventes mondiales du constructeur BMW | Ventes mondiales du constructeur BMW | Ventes mondiales du constructeur BMW | Ventes mondiales du constructeur BMW | Ventes mondiales du constructeur BMW | Ventes mondiales du constructeur BMW | Ventes mondiales du constructeur BMW | Ventes mondiales du constructeur BMW | Ventes mondiales du constructeur BMW | Ventes mondiales du constructeur BMW | Ventes mondiales du constructeur BMW | Ventes mondiales du constructeur BMW | Ventes mondiales du constructeur BMW | Ventes mondiales du constructeur BMW | Ventes mondiales du constructeur BMW | Ventes mondiales du constructeur BMW | Ventes mondiales du constructeur BMW | Ventes mondiales du constructeur BMW | Ventes mondiales du constructeur BMW | Ventes mondiales du constructeur BMW | Ventes mondiales du constructeur BMW | Ventes mondiales du constructeur BMW | Ventes mondiales du constructeur BMW | Ventes mondiales du constructeur BMW | Ventes mondiales du constructeur BMW | Ventes mondiales du constructeur BMW | Ventes mondiales du constructeur BMW | Ventes mondiales du constructeur BMW | Ventes mondiales du constructeur BMW | Ventes mondiales du constructeur BMW | Ventes mondiales du constructeur BMW | Ventes mondiales du constructeur BMW | Ventes mondiales du constructeur BMW |
| ----- | ------------------------------------ | ------------------------------------ | ------------------------------------ | ------------------------------------ | ------------------------------------ | ------------------------------------ | ------------------------------------ | ------------------------------------ | ------------------------------------ | ------------------------------------ | ------------------------------------ | ------------------------------------ | ------------------------------------ | ------------------------------------ | ------------------------------------ | ------------------------------------ | ------------------------------------ | ------------------------------------ | ------------------------------------ | ------------------------------------ | ------------------------------------ | ------------------------------------ | ------------------------------------ | ------------------------------------ | ------------------------------------ | ------------------------------------ | ------------------------------------ | ------------------------------------ | ------------------------------------ | ------------------------------------ | ------------------------------------ | ------------------------------------ | ------------------------------------ | ------------------------------------ | ------------------------------------ | ------------------------------------ | ------------------------------------ | ------------------------------------ | ------------------------------------ | ------------------------------------ | ------------------------------------ | ------------------------------------ | ------------------------------------ | ------------------------------------ | ------------------------------------ | ------------------------------------ | ------------------------------------ | ------------------------------------ | ------------------------------------ | ------------------------------------ | ------------------------------------ | ------------------------------------ | ------------------------------------ | ------------------------------------ | ------------------------------------ | ------------------------------------ | ------------------------------------ | ------------------------------------ | ------------------------------------ | ------------------------------------ | ------------------------------------ | ------------------------------------ | ------------------------------------ | ------------------------------------ | ------------------------------------ | ------------------------------------ | ------------------------------------ | ------------------------------------ | ------------------------------------ | ------------------------------------ | ------------------------------------ |
| Année | 1 000 000                            |                                      |                                      |                                      |                                      | 1 100 000                            |                                      |                                      |                                      |                                      | 1 200 000                            |                                      |                                      |                                      |                                      | 1 300 000                            |                                      |                                      |                                      |                                      | 1 400 000                            |                                      |                                      |                                      |                                      | 1 500 000                            |                                      |                                      |                                      |                                      | 1 600 000                            |                                      |                                      |                                      |                                      | 1 700 000                            |                                      |                                      |                                      |                                      | 1 800 000                            |                                      |                                      |                                      |                                      | 1 900 000                            |                                      |                                      |                                      |                                      | 2 000 000                            |                                      |                                      |                                      |                                      | 2 100 000                            |                                      |                                      |                                      |                                      | 2 200 000'                           |                                      |                                      |                                      |                                      | 2 300 000                            |                                      |                                      |                                      |                                      | 2 400 000'                           |
| 2007  | 1 280 000                            | 1 280 000                            | 1 280 000                            | 1 280 000                            | 1 280 000                            | 1 280 000                            | 1 280 000                            | 1 280 000                            | 1 280 000                            | 1 280 000                            | 1 280 000                            | 1 280 000                            | 1 280 000                            | 1 280 000                            |                                      |                                      |                                      |                                      |                                      |                                      |                                      |                                      |                                      |                                      |                                      |                                      |                                      |                                      |                                      |                                      |                                      |                                      |                                      |                                      |                                      |                                      |                                      |                                      |                                      |                                      |                                      |                                      |                                      |                                      |                                      |                                      |                                      |                                      |                                      |                                      |                                      |                                      |                                      |                                      |                                      |                                      |                                      |                                      |                                      |                                      |                                      |                                      |                                      |                                      |                                      |                                      |                                      |                                      |                                      |                                      |                                      |
| 2008  | 1 202 239                            | 1 202 239                            | 1 202 239                            | 1 202 239                            | 1 202 239                            | 1 202 239                            | 1 202 239                            | 1 202 239                            | 1 202 239                            | 1 202 239                            | 1 202 239                            | 1 202 239                            |                                      |                                      |                                      |                                      |                                      |                                      |                                      |                                      |                                      |                                      |                                      |                                      |                                      |                                      |                                      |                                      |                                      |                                      |                                      |                                      |                                      |                                      |                                      |                                      |                                      |                                      |                                      |                                      |                                      |                                      |                                      |                                      |                                      |                                      |                                      |                                      |                                      |                                      |                                      |                                      |                                      |                                      |                                      |                                      |                                      |                                      |                                      |                                      |                                      |                                      |                                      |                                      |                                      |                                      |                                      |                                      |                                      |                                      |                                      |
| 2009  | 1 068 770                            | 1 068 770                            | 1 068 770                            | 1 068 770                            |                                      |                                      |                                      |                                      |                                      |                                      |                                      |                                      |                                      |                                      |                                      |                                      |                                      |                                      |                                      |                                      |                                      |                                      |                                      |                                      |                                      |                                      |                                      |                                      |                                      |                                      |                                      |                                      |                                      |                                      |                                      |                                      |                                      |                                      |                                      |                                      |                                      |                                      |                                      |                                      |                                      |                                      |                                      |                                      |                                      |                                      |                                      |                                      |                                      |                                      |                                      |                                      |                                      |                                      |                                      |                                      |                                      |                                      |                                      |                                      |                                      |                                      |                                      |                                      |                                      |                                      |                                      |
| 2010  | 1 224 280                            | 1 224 280                            | 1 224 280                            | 1 224 280                            | 1 224 280                            | 1 224 280                            | 1 224 280                            | 1 224 280                            | 1 224 280                            | 1 224 280                            | 1 224 280                            | 1 224 280                            |                                      |                                      |                                      |                                      |                                      |                                      |                                      |                                      |                                      |                                      |                                      |                                      |                                      |                                      |                                      |                                      |                                      |                                      |                                      |                                      |                                      |                                      |                                      |                                      |                                      |                                      |                                      |                                      |                                      |                                      |                                      |                                      |                                      |                                      |                                      |                                      |                                      |                                      |                                      |                                      |                                      |                                      |                                      |                                      |                                      |                                      |                                      |                                      |                                      |                                      |                                      |                                      |                                      |                                      |                                      |                                      |                                      |                                      |                                      |
| 2011  | 1 380 384                            | 1 380 384                            | 1 380 384                            | 1 380 384                            | 1 380 384                            | 1 380 384                            | 1 380 384                            | 1 380 384                            | 1 380 384                            | 1 380 384                            | 1 380 384                            | 1 380 384                            | 1 380 384                            | 1 380 384                            | 1 380 384                            | 1 380 384                            | 1 380 384                            | 1 380 384                            | 1 380 384                            | 1 380 384                            |                                      |                                      |                                      |                                      |                                      |                                      |                                      |                                      |                                      |                                      |                                      |                                      |                                      |                                      |                                      |                                      |                                      |                                      |                                      |                                      |                                      |                                      |                                      |                                      |                                      |                                      |                                      |                                      |                                      |                                      |                                      |                                      |                                      |                                      |                                      |                                      |                                      |                                      |                                      |                                      |                                      |                                      |                                      |                                      |                                      |                                      |                                      |                                      |                                      |                                      |                                      |
| 2012  | 1 540 085                            | 1 540 085                            | 1 540 085                            | 1 540 085                            | 1 540 085                            | 1 540 085                            | 1 540 085                            | 1 540 085                            | 1 540 085                            | 1 540 085                            | 1 540 085                            | 1 540 085                            | 1 540 085                            | 1 540 085                            | 1 540 085                            | 1 540 085                            | 1 540 085                            | 1 540 085                            | 1 540 085                            | 1 540 085                            | 1 540 085                            | 1 540 085                            | 1 540 085                            | 1 540 085                            | 1 540 085                            | 1 540 085                            | 1 540 085                            | 1 540 085                            |                                      |                                      |                                      |                                      |                                      |                                      |                                      |                                      |                                      |                                      |                                      |                                      |                                      |                                      |                                      |                                      |                                      |                                      |                                      |                                      |                                      |                                      |                                      |                                      |                                      |                                      |                                      |                                      |                                      |                                      |                                      |                                      |                                      |                                      |                                      |                                      |                                      |                                      |                                      |                                      |                                      |                                      |                                      |
| 2013  | 1 655 138                            | 1 655 138                            | 1 655 138                            | 1 655 138                            | 1 655 138                            | 1 655 138                            | 1 655 138                            | 1 655 138                            | 1 655 138                            | 1 655 138                            | 1 655 138                            | 1 655 138                            | 1 655 138                            | 1 655 138                            | 1 655 138                            | 1 655 138                            | 1 655 138                            | 1 655 138                            | 1 655 138                            | 1 655 138                            | 1 655 138                            | 1 655 138                            | 1 655 138                            | 1 655 138                            | 1 655 138                            | 1 655 138                            | 1 655 138                            | 1 655 138                            | 1 655 138                            | 1 655 138                            | 1 655 138                            | 1 655 138                            | 1 655 138                            |                                      |                                      |                                      |                                      |                                      |                                      |                                      |                                      |                                      |                                      |                                      |                                      |                                      |                                      |                                      |                                      |                                      |                                      |                                      |                                      |                                      |                                      |                                      |                                      |                                      |                                      |                                      |                                      |                                      |                                      |                                      |                                      |                                      |                                      |                                      |                                      |                                      |                                      |
| 2014  | 1 811 719                            | 1 811 719                            | 1 811 719                            | 1 811 719                            | 1 811 719                            | 1 811 719                            | 1 811 719                            | 1 811 719                            | 1 811 719                            | 1 811 719                            | 1 811 719                            | 1 811 719                            | 1 811 719                            | 1 811 719                            | 1 811 719                            | 1 811 719                            | 1 811 719                            | 1 811 719                            | 1 811 719                            | 1 811 719                            | 1 811 719                            | 1 811 719                            | 1 811 719                            | 1 811 719                            | 1 811 719                            | 1 811 719                            | 1 811 719                            | 1 811 719                            | 1 811 719                            | 1 811 719                            | 1 811 719                            | 1 811 719                            | 1 811 719                            | 1 811 719                            | 1 811 719                            | 1 811 719                            | 1 811 719                            | 1 811 719                            | 1 811 719                            | 1 811 719                            | 1 811 719                            |                                      |                                      |                                      |                                      |                                      |                                      |                                      |                                      |                                      |                                      |                                      |                                      |                                      |                                      |                                      |                                      |                                      |                                      |                                      |                                      |                                      |                                      |                                      |                                      |                                      |                                      |                                      |                                      |                                      |                                      |
| 2015  | 1 905 234                            | 1 905 234                            | 1 905 234                            | 1 905 234                            | 1 905 234                            | 1 905 234                            | 1 905 234                            | 1 905 234                            | 1 905 234                            | 1 905 234                            | 1 905 234                            | 1 905 234                            | 1 905 234                            | 1 905 234                            | 1 905 234                            | 1 905 234                            | 1 905 234                            | 1 905 234                            | 1 905 234                            | 1 905 234                            | 1 905 234                            | 1 905 234                            | 1 905 234                            | 1 905 234                            | 1 905 234                            | 1 905 234                            | 1 905 234                            | 1 905 234                            | 1 905 234                            | 1 905 234                            | 1 905 234                            | 1 905 234                            | 1 905 234                            | 1 905 234                            | 1 905 234                            | 1 905 234                            | 1 905 234                            | 1 905 234                            | 1 905 234                            | 1 905 234                            | 1 905 234                            | 1 905 234                            | 1 905 234                            | 1 905 234                            | 1 905 234                            | 1 905 234                            |                                      |                                      |                                      |                                      |                                      |                                      |                                      |                                      |                                      |                                      |                                      |                                      |                                      |                                      |                                      |                                      |                                      |                                      |                                      |                                      |                                      |                                      |                                      |                                      |                                      |
| 2016  | 2 003 000                            | 2 003 000                            | 2 003 000                            | 2 003 000                            | 2 003 000                            | 2 003 000                            | 2 003 000                            | 2 003 000                            | 2 003 000                            | 2 003 000                            | 2 003 000                            | 2 003 000                            | 2 003 000                            | 2 003 000                            | 2 003 000                            | 2 003 000                            | 2 003 000                            | 2 003 000                            | 2 003 000                            | 2 003 000                            | 2 003 000                            | 2 003 000                            | 2 003 000                            | 2 003 000                            | 2 003 000                            | 2 003 000                            | 2 003 000                            | 2 003 000                            | 2 003 000                            | 2 003 000                            | 2 003 000                            | 2 003 000                            | 2 003 000                            | 2 003 000                            | 2 003 000                            | 2 003 000                            | 2 003 000                            | 2 003 000                            | 2 003 000                            | 2 003 000                            | 2 003 000                            | 2 003 000                            | 2 003 000                            | 2 003 000                            | 2 003 000                            | 2 003 000                            | 2 003 000                            | 2 003 000                            | 2 003 000                            | 2 003 000                            | 2 003 000                            |                                      |                                      |                                      |                                      |                                      |                                      |                                      |                                      |                                      |                                      |                                      |                                      |                                      |                                      |                                      |                                      |                                      |                                      |                                      |                                      |
| 2017  | 2 090 000                            | 2 090 000                            | 2 090 000                            | 2 090 000                            | 2 090 000                            | 2 090 000                            | 2 090 000                            | 2 090 000                            | 2 090 000                            | 2 090 000                            | 2 090 000                            | 2 090 000                            | 2 090 000                            | 2 090 000                            | 2 090 000                            | 2 090 000                            | 2 090 000                            | 2 090 000                            | 2 090 000                            | 2 090 000                            | 2 090 000                            | 2 090 000                            | 2 090 000                            | 2 090 000                            | 2 090 000                            | 2 090 000                            | 2 090 000                            | 2 090 000                            | 2 090 000                            | 2 090 000                            | 2 090 000                            | 2 090 000                            | 2 090 000                            | 2 090 000                            | 2 090 000                            | 2 090 000                            | 2 090 000                            | 2 090 000                            | 2 090 000                            | 2 090 000                            | 2 090 000                            | 2 090 000                            | 2 090 000                            | 2 090 000                            | 2 090 000                            | 2 090 000                            | 2 090 000                            | 2 090 000                            | 2 090 000                            | 2 090 000                            | 2 090 000                            | 2 090 000                            | 2 090 000                            | 2 090 000                            | 2 090 000                            |                                      |                                      |                                      |                                      |                                      |                                      |                                      |                                      |                                      |                                      |                                      |                                      |                                      |                                      |                                      |                                      |
| 2018  | 2 125 026                            | 2 125 026                            | 2 125 026                            | 2 125 026                            | 2 125 026                            | 2 125 026                            | 2 125 026                            | 2 125 026                            | 2 125 026                            | 2 125 026                            | 2 125 026                            | 2 125 026                            | 2 125 026                            | 2 125 026                            | 2 125 026                            | 2 125 026                            | 2 125 026                            | 2 125 026                            | 2 125 026                            | 2 125 026                            | 2 125 026                            | 2 125 026                            | 2 125 026                            | 2 125 026                            | 2 125 026                            | 2 125 026                            | 2 125 026                            | 2 125 026                            | 2 125 026                            | 2 125 026                            | 2 125 026                            | 2 125 026                            | 2 125 026                            | 2 125 026                            | 2 125 026                            | 2 125 026                            | 2 125 026                            | 2 125 026                            | 2 125 026                            | 2 125 026                            | 2 125 026                            | 2 125 026                            | 2 125 026                            | 2 125 026                            | 2 125 026                            | 2 125 026                            | 2 125 026                            | 2 125 026                            | 2 125 026                            | 2 125 026                            | 2 125 026                            | 2 125 026                            | 2 125 026                            | 2 125 026                            | 2 125 026                            | 2 125 026                            | 2 125 026                            |                                      |                                      |                                      |                                      |                                      |                                      |                                      |                                      |                                      |                                      |                                      |                                      |                                      |                                      |
| 2019  | 2 168 516                            | 2 168 516                            | 2 168 516                            | 2 168 516                            | 2 168 516                            | 2 168 516                            | 2 168 516                            | 2 168 516                            | 2 168 516                            | 2 168 516                            | 2 168 516                            | 2 168 516                            | 2 168 516                            | 2 168 516                            | 2 168 516                            | 2 168 516                            | 2 168 516                            | 2 168 516                            | 2 168 516                            | 2 168 516                            | 2 168 516                            | 2 168 516                            | 2 168 516                            | 2 168 516                            | 2 168 516                            | 2 168 516                            | 2 168 516                            | 2 168 516                            | 2 168 516                            | 2 168 516                            | 2 168 516                            | 2 168 516                            | 2 168 516                            | 2 168 516                            | 2 168 516                            | 2 168 516                            | 2 168 516                            | 2 168 516                            | 2 168 516                            | 2 168 516                            | 2 168 516                            | 2 168 516                            | 2 168 516                            | 2 168 516                            | 2 168 516                            | 2 168 516                            | 2 168 516                            | 2 168 516                            | 2 168 516                            | 2 168 516                            | 2 168 516                            | 2 168 516                            | 2 168 516                            | 2 168 516                            | 2 168 516                            | 2 168 516                            | 2 168 516                            | 2 168 516                            | 2 168 516                            |                                      |                                      |                                      |                                      |                                      |                                      |                                      |                                      |                                      |                                      |                                      |                                      |
| 2020  | 2 028 659                            | 2 028 659                            | 2 028 659                            | 2 028 659                            | 2 028 659                            | 2 028 659                            | 2 028 659                            | 2 028 659                            | 2 028 659                            | 2 028 659                            | 2 028 659                            | 2 028 659                            | 2 028 659                            | 2 028 659                            | 2 028 659                            | 2 028 659                            | 2 028 659                            | 2 028 659                            | 2 028 659                            | 2 028 659                            | 2 028 659                            | 2 028 659                            | 2 028 659                            | 2 028 659                            | 2 028 659                            | 2 028 659                            | 2 028 659                            | 2 028 659                            | 2 028 659                            | 2 028 659                            | 2 028 659                            | 2 028 659                            | 2 028 659                            | 2 028 659                            | 2 028 659                            | 2 028 659                            | 2 028 659                            | 2 028 659                            | 2 028 659                            | 2 028 659                            | 2 028 659                            | 2 028 659                            | 2 028 659                            | 2 028 659                            | 2 028 659                            | 2 028 659                            | 2 028 659                            | 2 028 659                            | 2 028 659                            | 2 028 659                            | 2 028 659                            | 2 028 659                            |                                      |                                      |                                      |                                      |                                      |                                      |                                      |                                      |                                      |                                      |                                      |                                      |                                      |                                      |                                      |                                      |                                      |                                      |                                      |
| 2021  | 2 213 785                            | 2 213 785                            | 2 213 785                            | 2 213 785                            | 2 213 785                            | 2 213 785                            | 2 213 785                            | 2 213 785                            | 2 213 785                            | 2 213 785                            | 2 213 785                            | 2 213 785                            | 2 213 785                            | 2 213 785                            | 2 213 785                            | 2 213 785                            | 2 213 785                            | 2 213 785                            | 2 213 785                            | 2 213 785                            | 2 213 785                            | 2 213 785                            | 2 213 785                            | 2 213 785                            | 2 213 785                            | 2 213 785                            | 2 213 785                            | 2 213 785                            | 2 213 785                            | 2 213 785                            | 2 213 785                            | 2 213 785                            | 2 213 785                            | 2 213 785                            | 2 213 785                            | 2 213 785                            | 2 213 785                            | 2 213 785                            | 2 213 785                            | 2 213 785                            | 2 213 785                            | 2 213 785                            | 2 213 785                            | 2 213 785                            | 2 213 785                            | 2 213 785                            | 2 213 785                            | 2 213 785                            | 2 213 785                            | 2 213 785                            | 2 213 785                            | 2 213 785                            | 2 213 785                            | 2 213 785                            | 2 213 785                            | 2 213 785                            | 2 213 785                            | 2 213 785                            | 2 213 785                            | 2 213 785                            | 2 213 785                            |                                      |                                      |                                      |                                      |                                      |                                      |                                      |                                      |                                      |                                      |
| 2022  | 2 100 692                            | 2 100 692                            | 2 100 692                            | 2 100 692                            | 2 100 692                            | 2 100 692                            | 2 100 692                            | 2 100 692                            | 2 100 692                            | 2 100 692                            | 2 100 692                            | 2 100 692                            | 2 100 692                            | 2 100 692                            | 2 100 692                            | 2 100 692                            | 2 100 692                            | 2 100 692                            | 2 100 692                            | 2 100 692                            | 2 100 692                            | 2 100 692                            | 2 100 692                            | 2 100 692                            | 2 100 692                            | 2 100 692                            | 2 100 692                            | 2 100 692                            | 2 100 692                            | 2 100 692                            | 2 100 692                            | 2 100 692                            | 2 100 692                            | 2 100 692                            | 2 100 692                            | 2 100 692                            | 2 100 692                            | 2 100 692                            | 2 100 692                            | 2 100 692                            | 2 100 692                            | 2 100 692                            | 2 100 692                            | 2 100 692                            | 2 100 692                            | 2 100 692                            | 2 100 692                            | 2 100 692                            | 2 100 692                            | 2 100 692                            | 2 100 692                            | 2 100 692                            | 2 100 692                            | 2 100 692                            | 2 100 692                            | 2 100 692                            |                                      |                                      |                                      |                                      |                                      |                                      |                                      |                                      |                                      |                                      |                                      |                                      |                                      |                                      |                                      |
| 2023  | 2 253 835                            | 2 253 835                            | 2 253 835                            | 2 253 835                            | 2 253 835                            | 2 253 835                            | 2 253 835                            | 2 253 835                            | 2 253 835                            | 2 253 835                            | 2 253 835                            | 2 253 835                            | 2 253 835                            | 2 253 835                            | 2 253 835                            | 2 253 835                            | 2 253 835                            | 2 253 835                            | 2 253 835                            | 2 253 835                            | 2 253 835                            | 2 253 835                            | 2 253 835                            | 2 253 835                            | 2 253 835                            | 2 253 835                            | 2 253 835                            | 2 253 835                            | 2 253 835                            | 2 253 835                            | 2 253 835                            | 2 253 835                            | 2 253 835                            | 2 253 835                            | 2 253 835                            | 2 253 835                            | 2 253 835                            | 2 253 835                            | 2 253 835                            | 2 253 835                            | 2 253 835                            | 2 253 835                            | 2 253 835                            | 2 253 835                            | 2 253 835                            | 2 253 835                            | 2 253 835                            | 2 253 835                            | 2 253 835                            | 2 253 835                            | 2 253 835                            | 2 253 835                            | 2 253 835                            | 2 253 835                            | 2 253 835                            | 2 253 835                            | 2 253 835                            | 2 253 835                            | 2 253 835                            | 2 253 835                            | 2 253 835                            | 2 253 835                            | 2 253 835                            |                                      |                                      |                                      |                                      |                                      |                                      |                                      |                                      |

## Sites de fabrication et d'assemblage
En 2013, le groupe BMW compte vingt-quatre sites de production dans le monde avec Mini et Rolls-Royce dans treize pays sur quatre continents :
- Pays dans lesquels le groupe BMW possède des sites de production

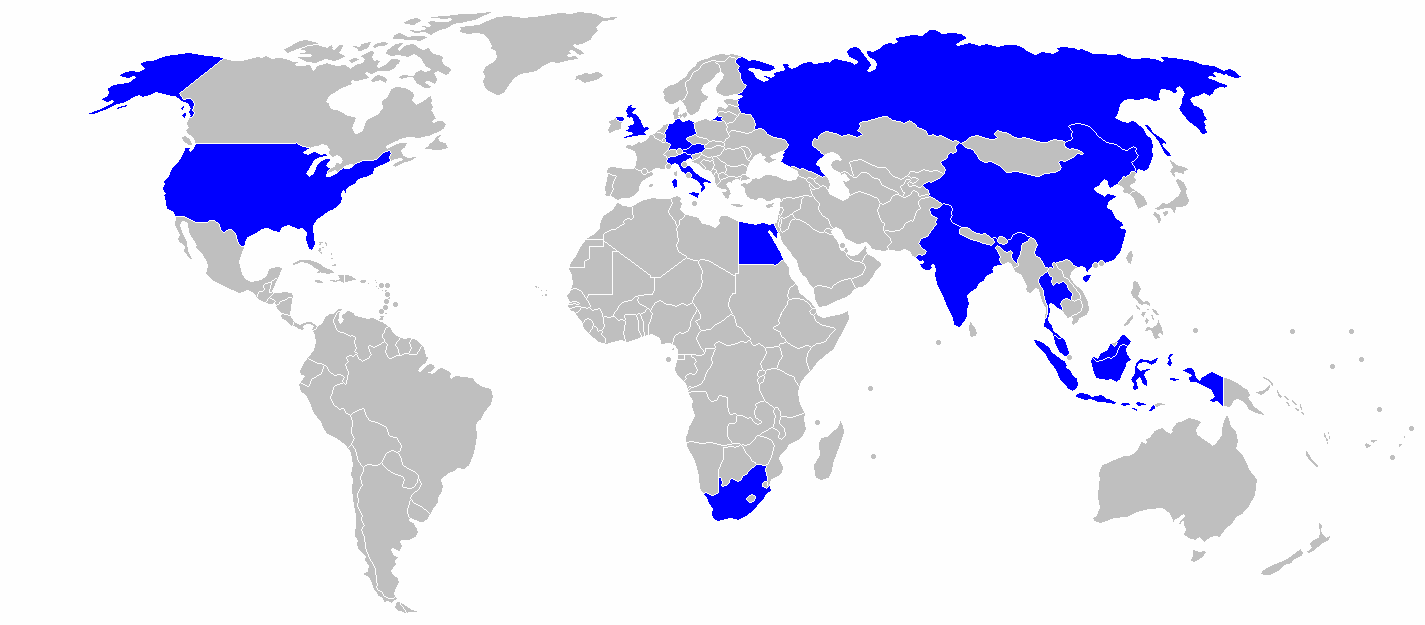
Pays dans lesquels le groupe BMW possède des sites de production

- Berlin-Spandau, Allemagne : usine dédiée aux motos de la marque
- Dingolfing, Bavière, Allemagne : Séries 5, 6 et 7
- Eisenach, Thuringe, Allemagne : carrosseries Rolls-Royce
- Goodwood, Sussex de l'Ouest, Angleterre : usine Rolls-Royce
- Hams Hall (en), North Warwickshire, Angleterre : moteurs Mini
- Landshut, Bavière, Allemagne
- Leipzig, Saxe, Allemagne : Mini Countryman, BMW X1, Séries 1 et 3, i3, i8
- Munich, Allemagne (inaugurée en 1950) : Série 3, Série 1, Série 5
- Ratisbonne, Bavière, Allemagne : Z4[41]
- Oxford, Angleterre : Mini, Mini Coupé, Mini Cabrio, Mini Roadster, Mini Clubman.
- Ratisbonne (Regensburg), Bavière, Allemagne : Séries 1, série 3, série 4, Série 5
- Rosslyn (en), Afrique du Sud : Série 3, Série 5, Série 7, X3
- Shenyang, Chine : X1
- Spartanburg, Caroline du Sud, États-Unis (inaugurée en 1995) : X3, X4, X5, X6 et X7
- Steyr : Mini Countryman I, moteurs
- Swindon, Wiltshire, Angleterre : carrosseries Mini
- Wackersdorf, Bavière, Allemagne : Séries 1 et 3

Site de production chez des partenaires extérieurs :
- Born, Pays-Bas (VDL NedCar) : Mini, Mini Cabrio, Mini Countryman II et BMW X1[42]
- Graz, Autriche (Magna Steyr) : Série 5, Z4
- Djakarta, Indonésie : Série 3, Série 5, Série 7, X1, X3 assemblée chez PT GAYA
- Kaliningrad, Russie : Série 3, Série 5, Série 7
- Kuala Lumpur, Malaisie :
- Le Caire, Égypte :
- Madras, Inde : X1, X3, Série 3, série 5
- Montevideo, Uruguay : Série 3, Série 5[43]
- Rayong, Thaïlande : Mini Countryman II, BMW Séries 3, 5, 7, X1 et X3
- Vendas Novas, Portugal : Série 5, Série 2

Il existe trois implantations du groupe en France, à Saint-Quentin-en-Yvelines, Strasbourg et Miramas.
BMW Amérique du Nord importe en série limitée des versions Alpina de modèles BMW, certaines reçoivent leurs finitions chez Alpina à Buchloe en Bavière, les autres sont entièrement fabriquées dans les usines de BMW.

## Modèles

### Motocyclettes

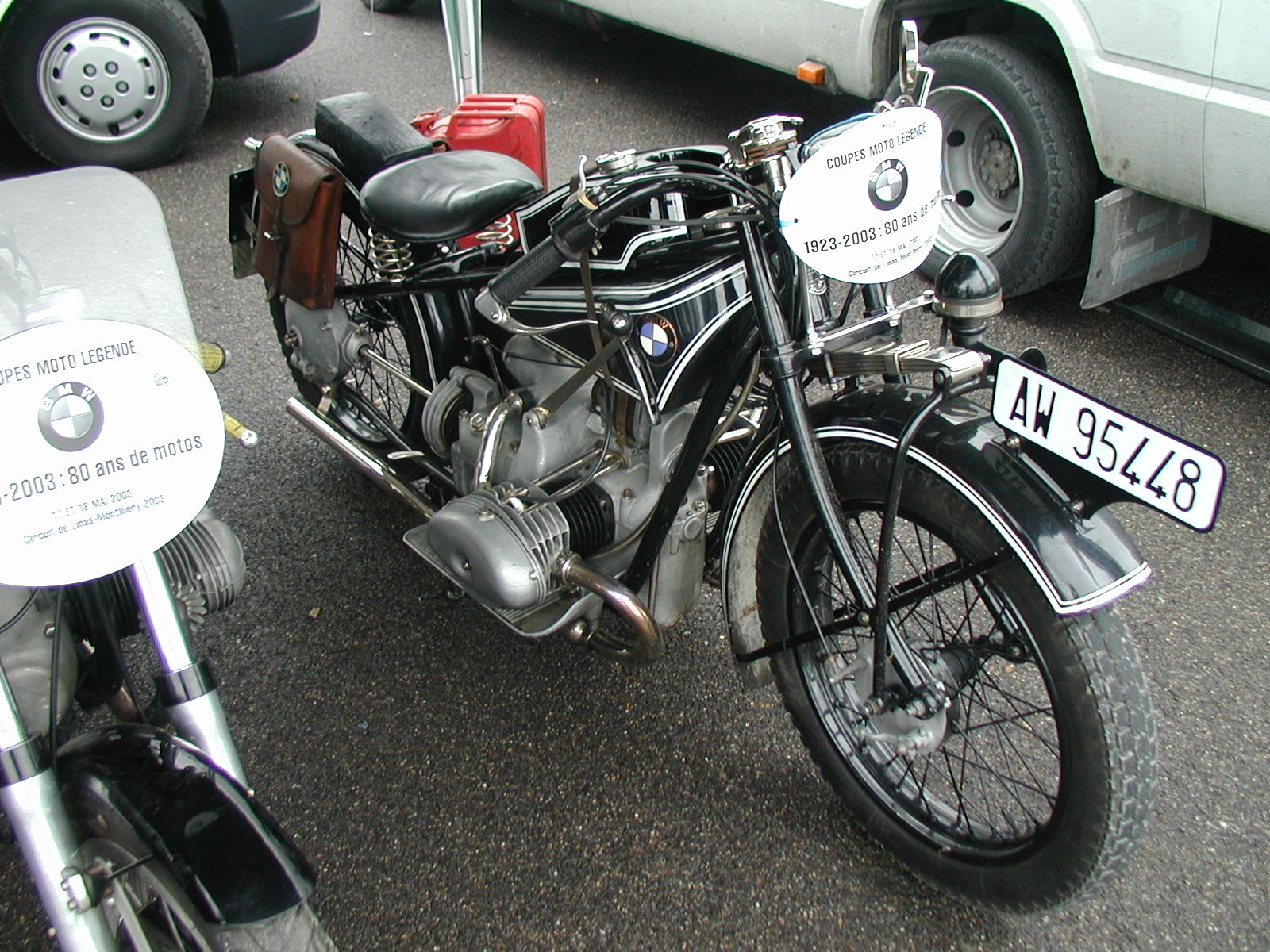
BMW R 37 : la deuxième, arborant tout de même plusieurs des caractéristiques distinctives de série.

BMW commence à produire des moteurs de motos après l'interdiction de produire des moteurs d'avion stipulée par le traité de Versailles signé en 1919. Au début, BMW copie les moteurs Douglas, boxer à soupapes latérales et dont les cylindres sont montés longitudinalement. Ces moteurs sont vendus à des assembleurs comme Victoria ou Helios.
BMW rachète Helios et redessine complètement la moto, avec un moteur 500 cm3 dont les cylindres sont cette fois orientés traditionnellement transversalement face à la route, avec une transmission par arbre sans cardan (il n'y a pas de suspension arrière), une suspension avant par ressorts à lame, et pas de frein avant : nous sommes en 1923, et c'est la R 32.
En 1924, sort la R 37, à moteur culbuté, une machine très moderne pour l'époque, où l'on rencontre majoritairement des moteurs à soupapes latérales et des composants mécaniques fonctionnant à l'air libre. En 1925, sort la R 39, une 250 cm3 monocylindre culbutée (il y aura des monocylindres de 200 à 400 cm3). En 1928, sort la R 63, une 750 cm3.
Dans l'avant-guerre, BMW commercialise plusieurs modèles 250 et 350 cm3 monocylindres, toujours 4-temps, avec arbre et cardan, à cadre tube ou en tôle emboutie.
BMW sera la première marque à équiper ses motos d'une fourche télescopique en 1935.
Pendant la Seconde Guerre mondiale, BMW sera célèbre pour sa Afrika Korps (très inspirée du side-car belge FN Herstal), side-car à roue du side motrice, copié après la chute de l'Allemagne, par les soviétiques Ural. Après la guerre, la firme française CEMEC fabriquera des copies de BMW plus ou moins modifiées pour les administrations françaises.
De 1950 à 1972, BMW continuera ses flat-twins à cardan, avec la série 2, reconnaissable à sa fourche Earles (bras oscillant). La couleur est le noir, parfois blanc, rarement rouge. En 1954, BMW produit une moto de course, la RS « Rennsport », équipée d'une fourche Earles, qui sera fameuse sous le nom de R 54. D'une cylindrée de 500 cm3 développant 52 ch, elle pouvait atteindre 205 km/h. La RS sera fabriquée jusqu'en 1957. La firme restera victorieuse en compétition avec la RS et la RS Sidecar jusqu'aux années 1970. La RS se différenciait des productions de série (distribution à tiges et culbuteurs) par une distribution à arbres à cames en tête (ACT).
La Rennsport ne sera jamais championne du monde en version solo, les pilotes, y compris les plus capés comme Geoffrey Duke, étant gênés par le couple de renversement du moteur qui déclenchait des embardées au changement de régime, un problème également rencontré avec les machines routières les plus puissantes comme la R 69 S.
Pour le side-car, au contraire, ce moteur plat au centre de gravité très bas était parfait et resta indétrônable jusqu'à la fin des années 1970.
Ceci étant, BMW n'abandonne pas tout de suite les monocylindres, avec des 250 cm3 à cardan : la R 25 en 1953 (fourche télescopique) et la R 27 en 1964 (fourche Earles), jusqu'en 1966. La fourche télescopique ne reviendra qu'avec la série 5 (déclinée en 500, 600 et 750 cm3), de 1969 à 1973.
La série 6 verra apparaître une 900 cm3, et une version plus puissante, la R 90 S, avec une tête de fourche (1973 à 1976). La 500 disparaît.

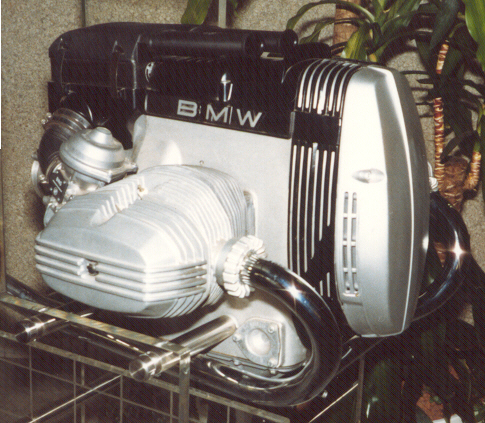
Le célèbre en en version série 7.

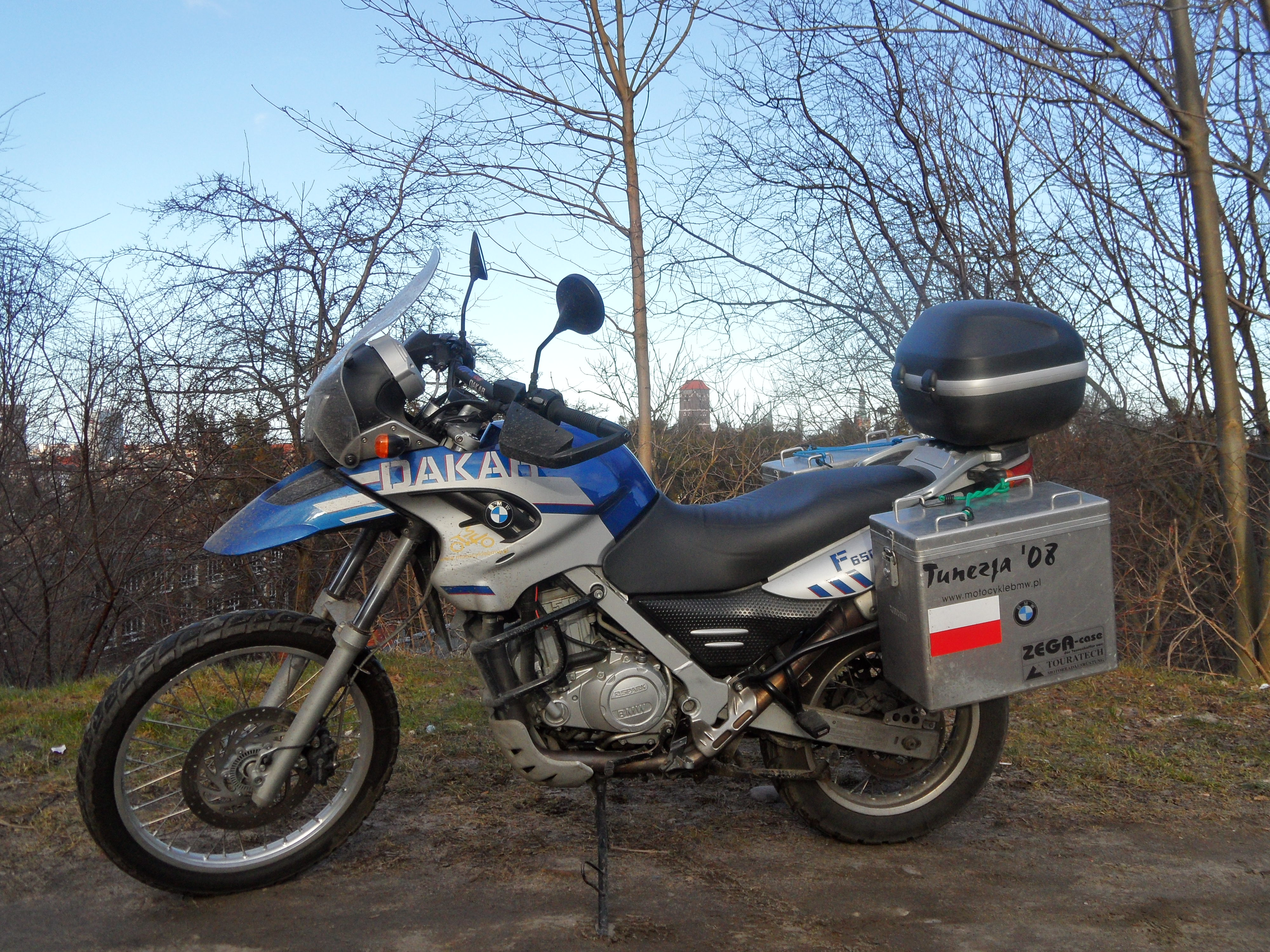
BMW F 650 GS (2004).

La série 7 comportera quatre modèles de 1 000 cm3 : la R 100/7, non carénée, la R 100 S avec la tête de fourche tourisme de la R 90 S, la R 100 RS, avec carénage intégral sport et à compter de 1979 la R 100 RT avec carénage intégral grand tourisme. La série "7" a été produite de (1976 à 1995).
Par la suite, on verra de « petites » BMW, toujours en flat-twin, en 450 et 650 cm3 (R 45 et R 65) et la R 75 passer en 800 cm3 (R 80/7).
BMW ne proposera autre chose qu'un flat-twin qu'avec la série « K », en 1983 : la K 100 (4-cylindres de 1 000 cm3). Ce moteur avait la particularité d'être un 4-cylindres en ligne longitudinal à arbre, couché horizontalement. Puis la K 75 (3-cylindres de 750 cm3).
Le C1, sorti en 2000, est un des premiers scooters dont la conduite n'impose pas le port du casque car il est muni d'un toit, de protections latérales et d'une ceinture de sécurité.
BMW continuera à innover en matière de suspensions, avec les nouvelles séries « R » équipées de moteur boxer 1 100, 1 150 puis 1 200 cm3, munies d'une fourche télescopique sans effet amortisseur, associée à un combiné ressort/huile situé sur le moteur (Telelever puis Duolever). L'avantage étant la conservation de l'assiette horizontale durant toute la phase de freinage (gain important de sécurité).
BMW sera aussi le premier à monter un ABS en série, sur sa K1.
En 2006, BMW inaugure un tout nouveau moteur bicylindre en ligne vertical avec la F 800. Il reprend le calage à 360° du flat-twin, gage d'une grande disponibilité, et développe 85 ch à 8 000 tr/min. La F 800 se décline en sport GT (S), GT (ST), à transmission par courroie, et GS. Légères, vives, maniables, elles veulent élargir la clientèle BMW.
Depuis 2007, de nouvelles innovations technologiques de premier plan sont apparues sur les nouveaux modèles de la marque : un système électronique d'anti-patinage (ASC) inauguré par la R 1200 R, tel qu'on le trouve sur les autos, et permettant d'affronter des conditions d'adhérence très mauvaises en toute sécurité, un système de suspensions réglables électriquement en roulant (ESA) et un système de contrôle de la pression de gonflage des pneus (RDC).
Après le C1, BMW est revenu sur le segment des scooters en 2013 avec deux maxi-scooters de 650 cm3 : le 650 GT et le 600 Sport, afin de concurrencer le Yamaha TMAX, leader du segment. Le moteur est fabriqué et assemblé par Kymco mais sa conception et le choix des matériaux qui le composent est réalisé par BMW. Ces deux scooters disposent d'un bicylindre de 647 cm3 à refroidissement liquide et transmission entièrement automatique qui développe 60 ch.
Lors du Salon automobile de Francfort en 2013, BMW a annoncé la mise en production de son concept de scooter électrique, le C Evolution. Le stockage de l'électricité fait appel à un imposant caisson en aluminium renfermant une centaine de kilogrammes de batterie lithium-ion, d'une capacité de 8 kWh qui fait également office d'élément porteur de la partie cycle. Sur celui-ci se greffent deux structures tubulaires en acier, l'une supportant la colonne de direction, l'autre le bras oscillant avec le moteur. L'électronique gérant la batterie vient de la partie Automobile du groupe et est très proche de ce qui équipe la BMW i3. Le bloc électrique développe 11 kW de puissance nominale, classant le C Evolution dans la catégorie des équivalents 125 cm3. Cependant, sa puissance de crête est de 35 kW et le classe plutôt parmi les maxi-scooters. Grâce à ses imposantes batteries, il dispose d'une autonomie d'environ 100 km.

### Automobiles

#### Modèles d'avant guerre

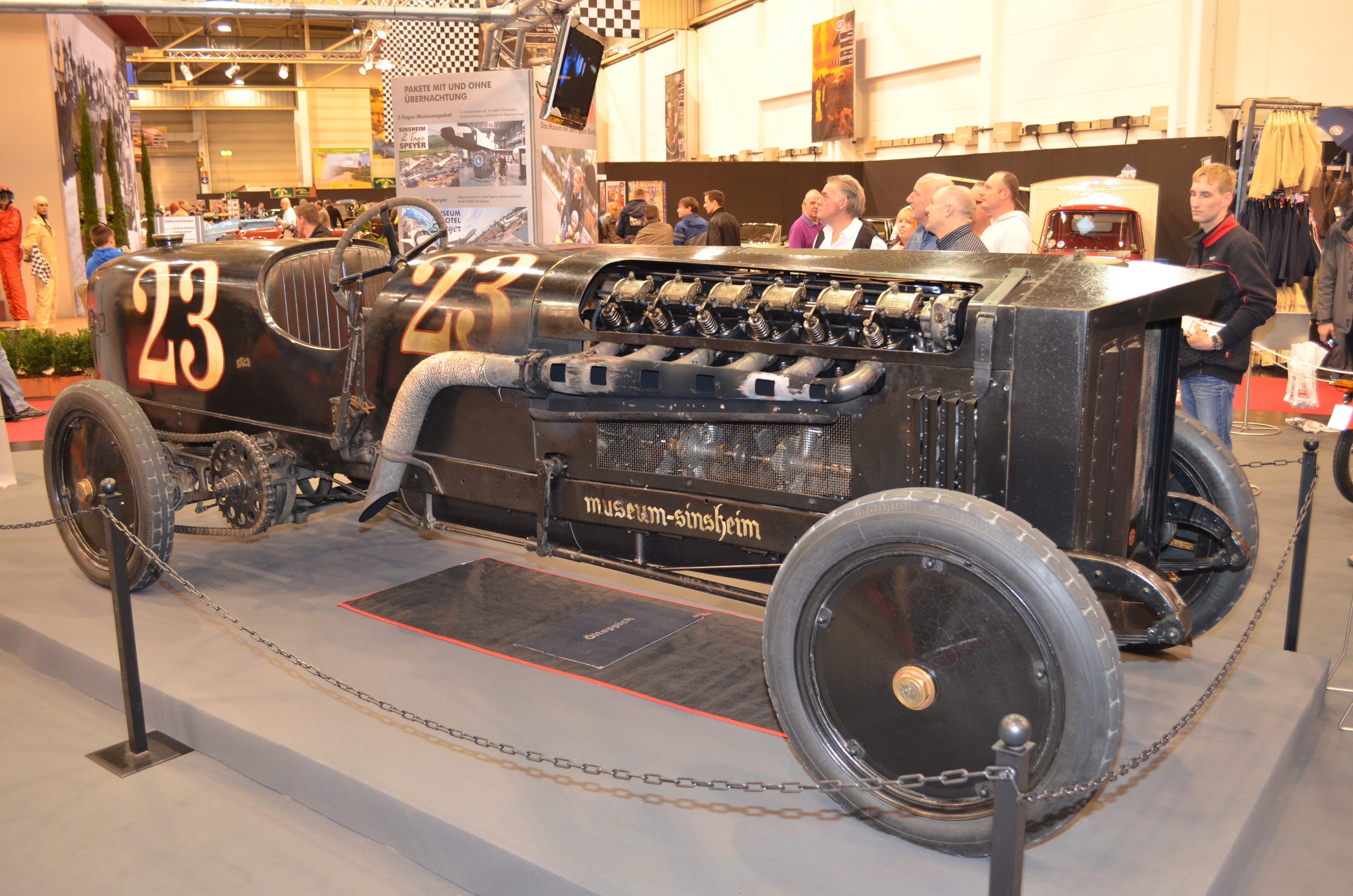
La BMW Brutus, voiture à moteur d'avion monoplace expérimentale de 1917, au Musée automobile et technologique de Sinsheim (Allemagne).

- BMW 3/15, 749 cm3 : 1929-1932
- BMW 3/20, 782 cm3 : 1932-1934
- BMW 303, 1 173 cm3 : 1933-1934
- BMW 309, 845 cm3 : 1934-1936
- BMW 315, 1 490 cm3 : 1934-1937
- BMW 315/1, 1 490 cm3 : 1934-1936
- BMW 319, 1 911 cm3 : 1935-1937
- BMW 319/1, 1 911 cm3 : 1935-1936
- BMW 320, 1 971 cm3 : 1937-1938
- BMW 321, 1 971 cm3 : 1938-1950
- BMW 325, 1 971 cm3 : 1937-1940
- BMW 326, 1 971 cm3 : 1936-1941
- BMW 327, 1 971 cm3 : 1937-1941
- BMW 328, 1 971 cm3 : 1937-1939
- BMW 329, 1 911 cm3 : 1936-1937
- BMW 332, 1 971 cm3 : 1939-1940
- BMW 335, 3 485 cm3 : 1939-1941
- BMW 337, 3 485 cm3 : 1940

#### Modèles d'après guerre

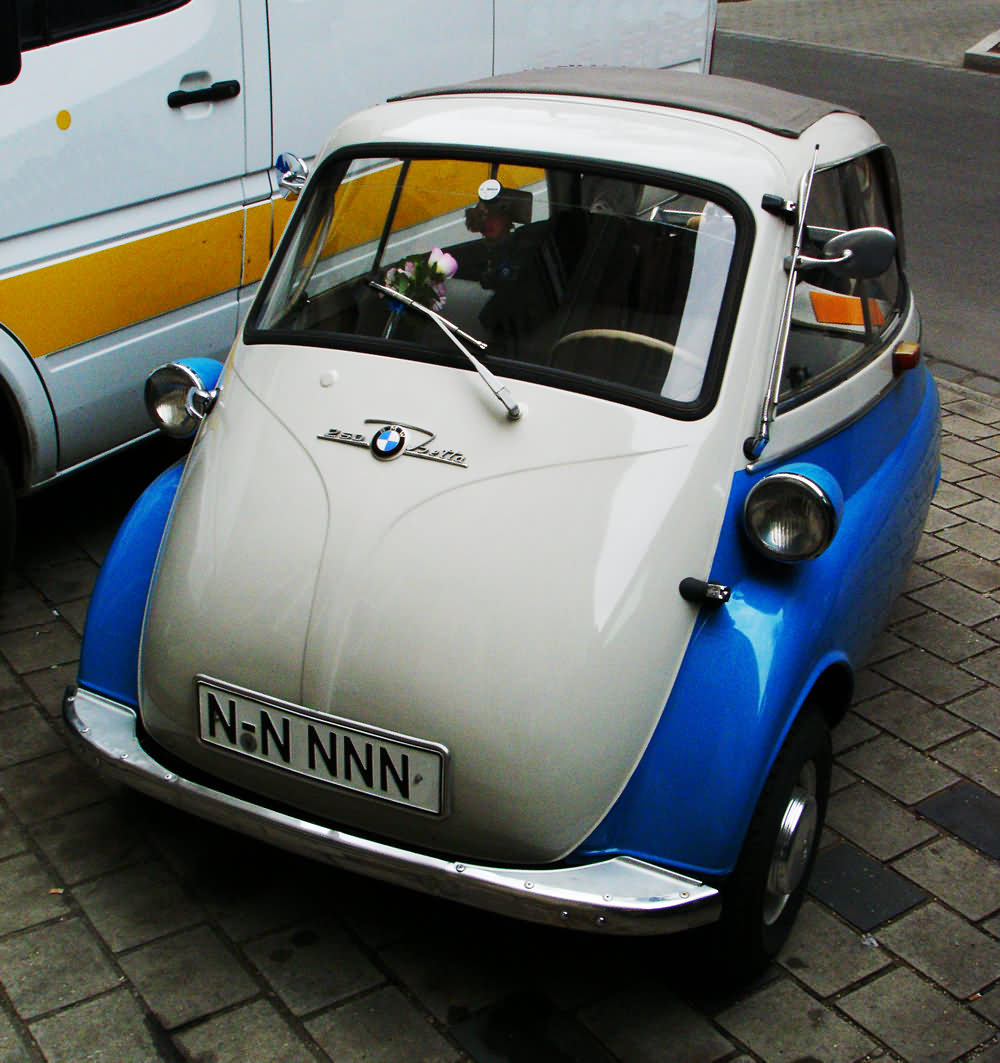
BMW 250 Isetta.

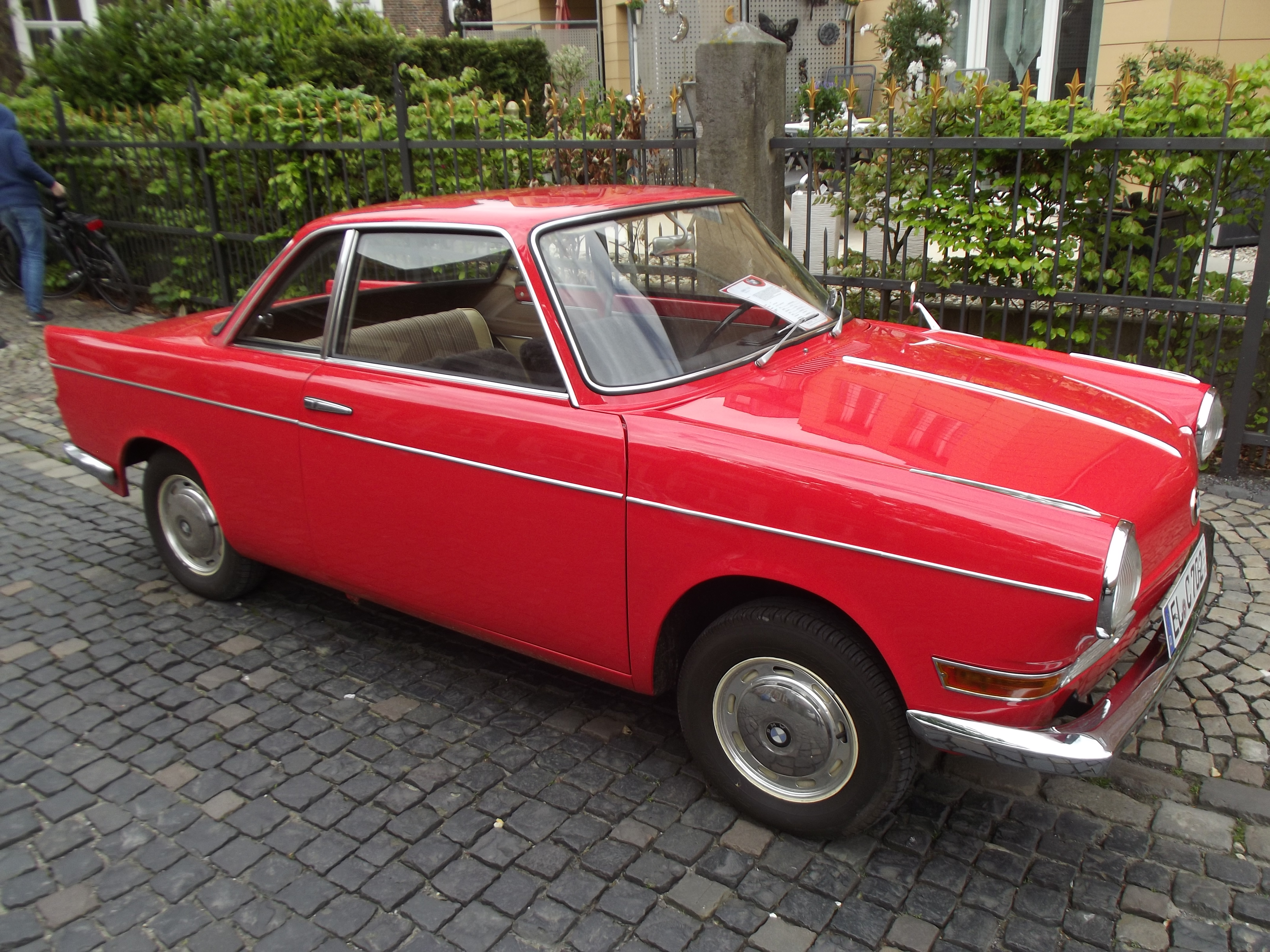
Une BMW 700.

- BMW 501, 1 971 cm3 : 1952-1954
- BMW 502, 2 580 cm3 : 1954-1961
- BMW 503, 3 168 cm3 : 1956-1960
- BMW 507, 3 168 cm3 : 1956-1959
- BMW 600, 585 cm3 : 1957-1959
- BMW 700, 697 cm3 : 1959-1965
- BMW 3200 S, 3 168 cm3 : 1961-1964
- BMW 3200 CS, 3 168 cm3 : 1962-1965
- BMW Neue Klasse : 1962-1971
  - BMW 1500, 1 499 cm3 : 1962-1966
  - BMW 1600, 1 573 cm3 : 1964-1966
  - BMW 1800, 1 773 cm3 : 1963-1971
  - BMW 2000/2000 CS, 1 990 cm3 : 1965-1969
- BMW Série 02 : 1966-1977
  - BMW 1502, 1 573 cm3 : 1974-1977
  - BMW 1602, 1 573 cm3 : 1966-1975
  - BMW 1802, 1 766 cm3 : 1971-1975
  - BMW 2002, 1 990 cm3 : 1968-1973
- BMW 2500/2800, 2.494, 2 788 cm3 : 1968-1977
- BMW 2800 CS, 2 788 cm3 : 1968-1971
- BMW 3,0 S/3,3 L, 2 985, 3 299 et 3 210 cm3 : 1971-1977
- BMW 3.0 CSL, 2 985, 3 003, 3 153 cm3 : 1971-1975

#### Séries 1 à 8

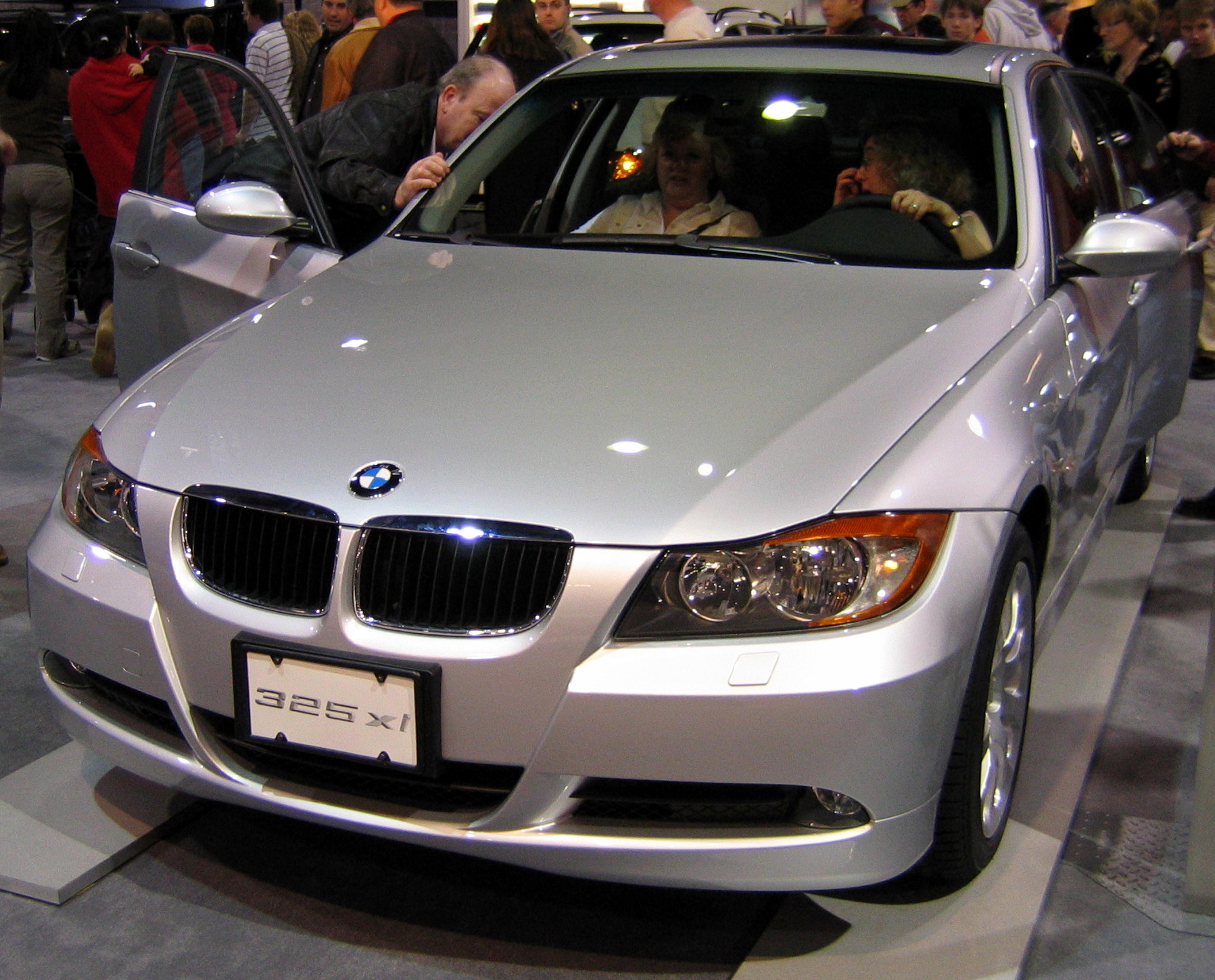
BMW 325 XI.

Depuis les années 1970, les modèles de la marque sont identifiés par un nombre à trois chiffres, le premier correspondant à la série, les deux autres à la cylindrée du moteur (sauf exceptions) suivi d'une lettre indiquant le carburant utilisé ou le type de transmission. Par exemple pour un modèle 728i il s'agit d'une série 7 avec moteur 2,8 litres à injection. Les SUV reprennent le même principe de numéro, mais avec la lettre X en préfixe (idem pour les roadsters avec la lettre Z).
Le nom de code interne se compose d'une lettre et d'un nombre à deux chiffres.
Les séries principales actuelles sont :
- BMW Série 1 : compacte bi-corps, disponible en versions trois ou cinq-portes et en coupé de 2008 à 2013 (E82). Trois générations depuis 2004 : E87, F20 (2011) et F40 (2019).
- BMW Série 2 : coupé, coupé quatre-portes (Gran Coupé) et cabriolet. Existe aussi en variante Active Tourer et Gran Tourer (monospace, respectivement cinq et sept places). Trois générations de coupés : F22 (2014), F44 Gran Coupé (2020) et G42 (2021) ; deux générations de monospace : F45-46 (2014-2015) et U06 (2021).
- BMW Série 3 : berline familiale, également disponible en break (touring) et en Gran Turismo (GT). Sept générations depuis 1975 : E21, E30 (1982), E36 (1990), E46 (1998), E90-93 (2005), F30 (2012) et G20 (2019).
- BMW Série 4 : coupé, coupé-cabriolet et coupé quatre-portes (Gran Coupé). Deux générations depuis 2013 : F32 et G22 (2020).
- BMW Série 5 : berline routière de luxe, également disponible en break et en GT (Gran Tourismo). Sept générations depuis 1972 : E12, E28 (1981), E34 (1988), E39 (1995), E60-61 (2003), F10-11 (2010) et G30-31 (2016).
- BMW Série 6 : coupé, Gran Coupé quatre portes, cabriolet et en GT (Gran Tourismo). Trois générations depuis 1976 : E24, E63-64 (2004), F12-13-06 (2011) et G32 (2018)
- BMW Série 7 : berline de prestige, haut de gamme. Cinq générations depuis 1977 : E23, E32 (1986), E38 (1994), E65-68 (2001), F01-02 (2008) et G11-12 (2015).
- BMW Série 8 : coupé, cabriolet et  Gran Coupé quatre-portes. Deux générations depuis 1989 : E31 et G14 (2018).
- BMW X1 : SAV entrée de gamme (Sports activity vehicle, selon la terminologie de BMW). Deux générations depuis 2009 : E84 et F48 (2015).
- BMW X2 : SAC (Sports activity coupe, selon la définition de BMW[46]). Une génération depuis 2018 : F39.
- BMW X3 : SAV milieu de gamme. Trois générations depuis 2004 : E83, F25 (2010) et G01 (2017).
- BMW X4 : SAC (selon la définition de BMW[47],[48]). Deux générations depuis 2014 : F26 et G02 (2018).
- BMW X5 : SUV haut de gamme. Quatre générations depuis 1999 : E53, E70 (2007), F15 (2013) et G05 (2018).
- BMW X6 : SAC (selon la définition de BMW[49]). Trois générations depuis 2008 : E71, F16 (2014) et G06 (2019).
- BMW X7 : SUV haut de gamme. Une génération depuis 2019 : G07.
- BMW XM : SUV haut de gamme depuis 2022.
- BMW M : véhicules sportifs et haut de gamme déclinés sur les Série 1 (M135i F40), Série 2 (M2, M240i G42), Série 3 (M3, M340i G20), Série 4 (M4), Série 5 (M5), Série 6 (M6), Série 7 (M760Li G11), Série 8 (M8, M850i G14), Z3, Z4, X3, X4, X5, X6 et X7 (M50i-M50d G07).
- BMW Série Z : coupés et/ou roadsters : Z1, Z3, Z4, Z8
- BMW i : berline compacte électrique i3, berline 4-portes i4, voiture de sport hybride i8, SAV (Sports activity vehicle) électrique iX3.

À l'origine, les deux derniers chiffres indiquaient la cylindrée. Par exemple :
- 320 = Série 3, 2,0 litres ;
- 528 = Série 5, 2,8 litres ;
- 740 = Série 7, 4,0 litres.

Petit à petit, pour des raisons commerciales, BMW a, au fil des années, de plus en plus fréquemment fait exception à cette règle :
- 116d = Série 1, 1,5 litre, puissance 116 ch[50] ;
- 118d = Série 1, 2 litres, puissance 143 ch ;
- 120d = Série 1, 2 litres, puissance 177 ch ;
- 123d = Série 1, 2 litres, puissance 204 ch ;
- 335i = Série 3, 3 litres (biturbo), puissance 306 ch [E90/E91/E92] ;
- 745i = Série 7, 3,5 litres (turbo), puissance 252 ch [E23].

Le carburant de prédilection de la marque fut d’abord l’essence. Les modèles, alors souvent à carburateurs, étaient désignés par le numéro de la série suivi de ceux indiquant la cylindrée (exemples : 320, 528). L’apparition de l’injection amène BMW à différencier les modèles équipés avec un « i » après le nombre (exemple : 330i, 528i). Aujourd’hui, tous les modèles essence sont à injection et portent donc la lettre « i ». Les modèles à moteur Diesel sont eux désignés par la lettre « d » (exemple : 330d). Une exception eut lieu dans les années 1980, durant lesquelles l’après choc pétrolier a fait apparaître des versions essence dites « économiques » et affublées d’un « e » (exemple : 525e). La lettre « e » est réutilisée à partir de 2016 pour désigner des versions hybrides dites « écologiques ».
Les lettres « i » et « d » sont combinées avec d’autres lettres, elles-mêmes combinées entre elles, pour désigner des variantes. Les modèles à quatre roues motrices étaient désignés par la lettre « x » (pour « Xdrive »), par exemple : 525ix, 330xi (le « x » est d’abord mis après le « i » ; puis avant) ; dénomination qui a été remplacée par l’ajout de xDrive après le numéro (exemple : 335i xDrive). Les coupés étaient désignés par la lettre « C », (exemple : 650 Ci) jusqu’au milieu des années 2000. Les versions longues de la Série 7 sont désignées par la lettre « L », par exemple : 750iL, 750Ld (le « L » est d’abord mis après le « i » ou « d » ; puis avant). Les versions à tendance sportive étaient affublées d’un « S » ou « s » (exemples : 630 CS, 325is). Les versions turbo-Diesel étaient désignées par les lettres « td » (exemples : 320td, 525tds) avant l’apparition des moteurs à injection directe à rampe commune. La lettre « g » désigne les très rares modèles pouvant fonctionner au gaz naturel et à l’essence, comme la 518g. Depuis les années 2010, certains modèles à tendance sportive plus ou moins liés aux modèles BMW M sont désignés par la lettre M précédant leur numéro (par exemple, M140i, M760Li, X4 M40i), mais ils ne sont pas comparables aux M535i et M635 CSi des années 1980 qui étaient de purs produits BMW Motorsport. La lettre « A » est fréquemment utilisée pour désigner les modèles à boîte automatique (exemple : 540iA) mais cette dénomination ne semble pas officielle. Enfin, les modèles sportifs Alpina vendus en série limitée par BMW uniquement aux États-Unis et au Canada portent les noms BMW Alpina B6 et B7, le B signifiant « Benzin » (« essence » en allemand) et le chiffre correspondant à la Série BMW (ici, Série 6 ou 7). Il s’agit de la nomenclature d’Alpina déjà utilisée pour tous ses autres modèles vendus sous la marque Alpina ailleurs dans le monde.
Depuis 2009, BMW utilise l'appellation « sDrive » pour certains de ses véhicules à propulsion (Séries X et Z) et « xDrive » pour tous ses véhicules à transmission intégrale 4×4.
Aujourd'hui[Quand ?], si le plus gros de la diffusion des BMW est réalisé en Diesel sur le continent européen, le constructeur vend, à l'échelon mondial, principalement des versions à essence (très peu de versions Diesel sont proposées aux États-Unis, aucune au Japon ou en Chine notamment).
Le 29 juillet 2013, BMW introduit la marque « i » pour ses modèles électriques, en commençant par la présentation de la i3 puis de la i8 qui feront ensuite leurs premières apparitions mondiales au salon de Francfort 2013.
Depuis 1990, BMW a beaucoup travaillé sur la réduction des émissions de CO2 de ses véhicules. La consommation moyenne de ses berlines a été diminuée de presque 30 %. Aujourd'hui, à peu près une BMW sur deux vendue en Europe émet moins de 140 grammes de CO2 par kilomètre. BMW vient de franchir une nouvelle étape avec les mesures Efficient Dynamics qui consistent en des solutions visant à réduire la consommation et les émissions des véhicules (pneus à faible frottement, indicateur de changement de vitesse pour changer de vitesse au moment opportun, rechargement de la batterie lors des phases de freinage et le moins possible en roulant, etc.). Actif face à l'expansion de la mobilité électrique, la marque équipe plus de 13% de ses véhicules de systèmes de propulsion entièrement électriques et hybrides. Cette proportion est appelée à représenter 50% de la production automobile de BMW à l'horizon 2030.

#### Concept cars
BMW est une marque aussi innovatrice en termes de concept car. L'exemple du concept GINA Light Visionary (GINA pour « Geometry and Functions In N Adaptions ») révélé le 9 mai 2008 est symbolique. Il a remis en question la vision dont le monde automobile se fait des véhicules modernes. La modification de la géométrie d'un véhicule pourrait permettre de grandes économies en termes de consommations tout comme elles seraient encore réduites par le faible poids que pèserait une carrosserie en fibre extensible. Il s'agissait d'un concept donc d'une idée pour faire réagir, et non pas d'un réel projet.
Autres concept cars, le BMW Concept CS, ayant pour but de montrer le futur de la marque en termes d'esthétique et de design, et le concept BMW Active Tourer, un projet de monospace hybride.
- BMW Concept CS : salon de l'automobile de Shanghai 2007
- BMW Gina Light Visionary Model : 2008[55].
- BMW Active Tourer : Mondial de l'automobile de Paris 2012[56].
- BMW Vision M Next : Munich 2019.
- BMW i Vision Circular : salon de l'automobile de Munich 2021[57].
- BMW Concept XM[58]
- BMW iX Flow Concept (2022)[59]
- BMW Concept Touring Coupé (2023), présenté au concours d'élégance Villa d'Este 2023[60].
- BMW Vision Neue Klasse (2023), présenté au salon de l'automobile de Munich[61].
- BMW Vision Neue Klasse X (2024)[62]
- BMW Skytop Concept, présenté au concours d'élégance Villa d'Este 2024[63].

Quelques concept cars de la marque BMW
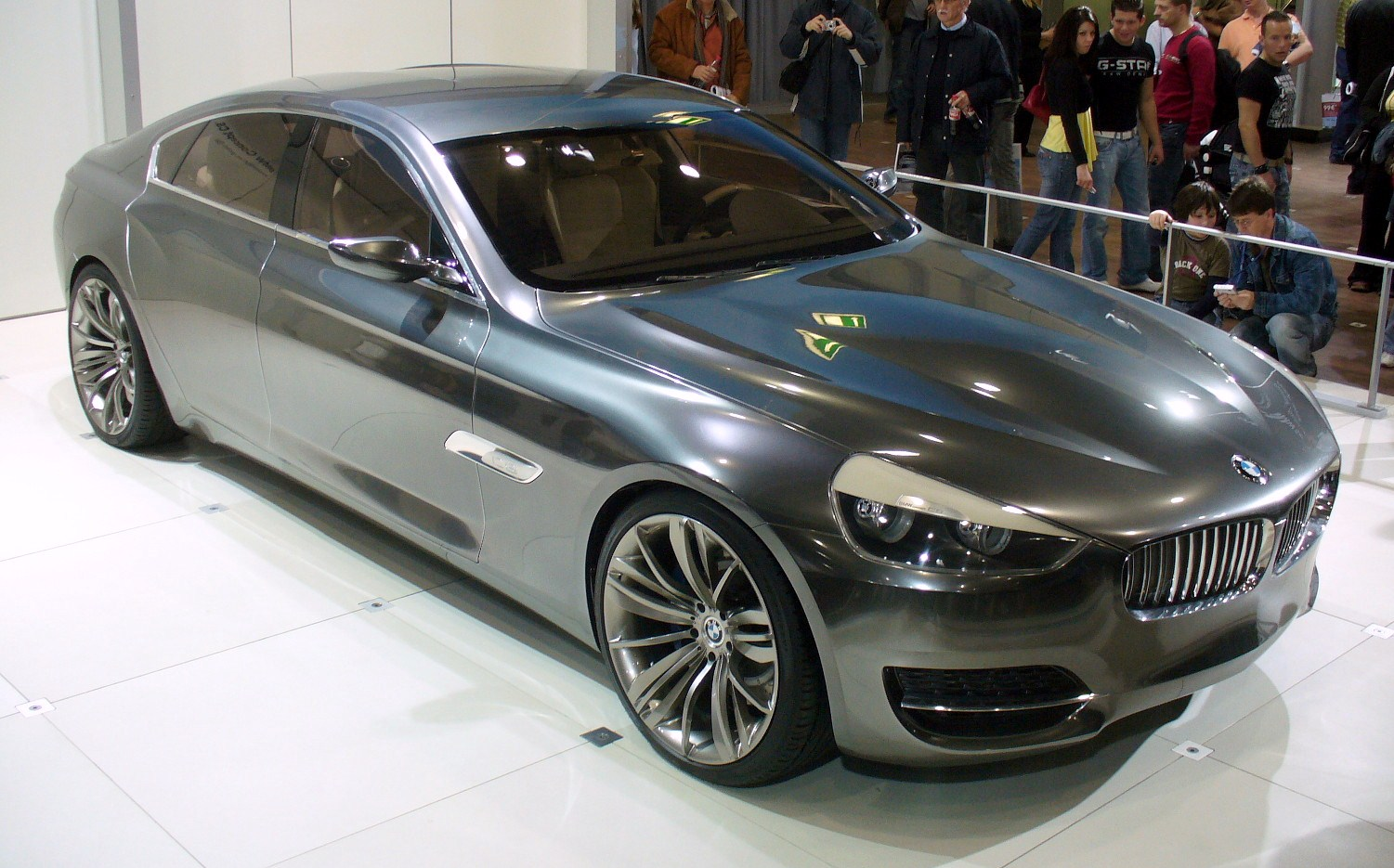
Concept CS.
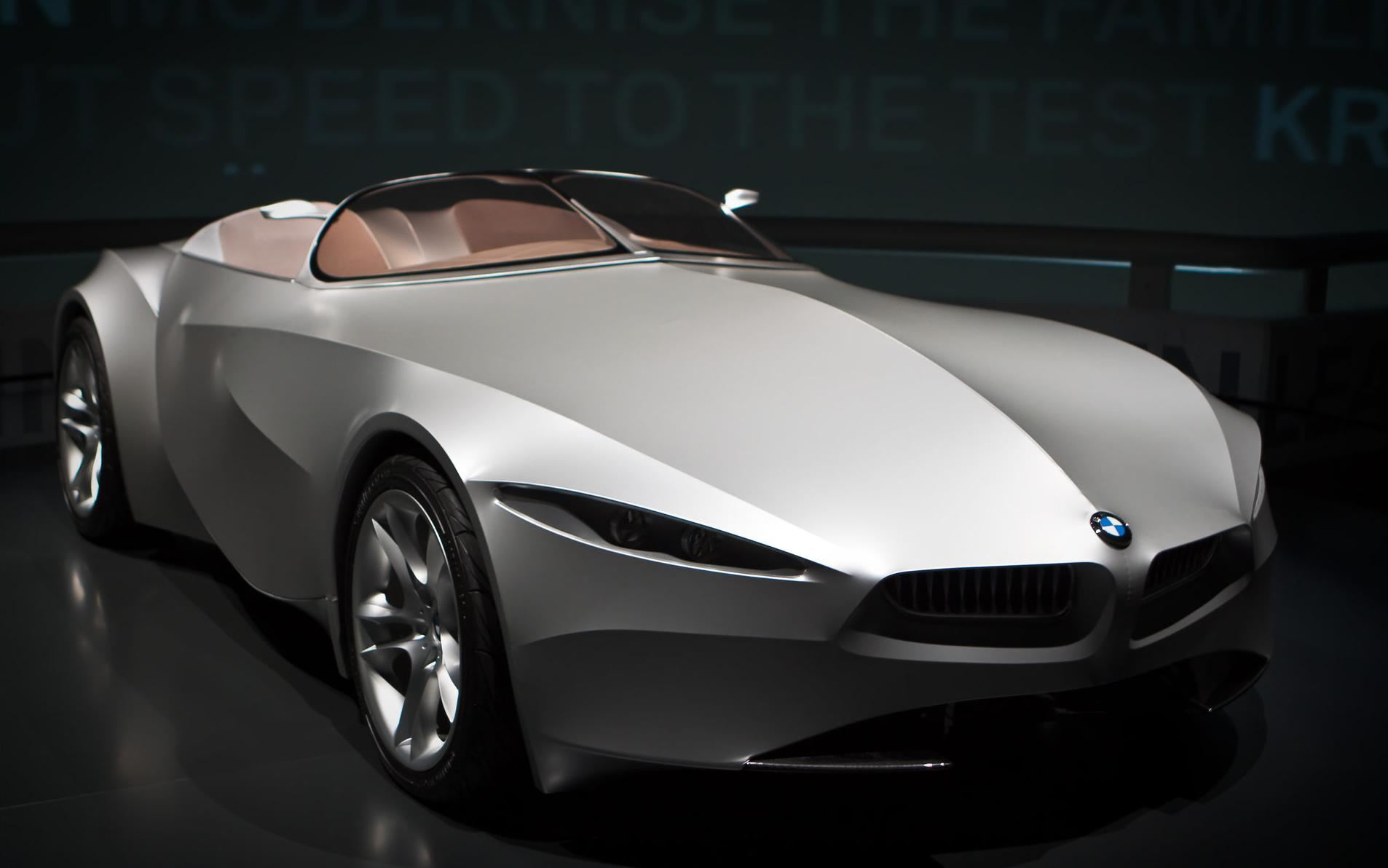
Gina.
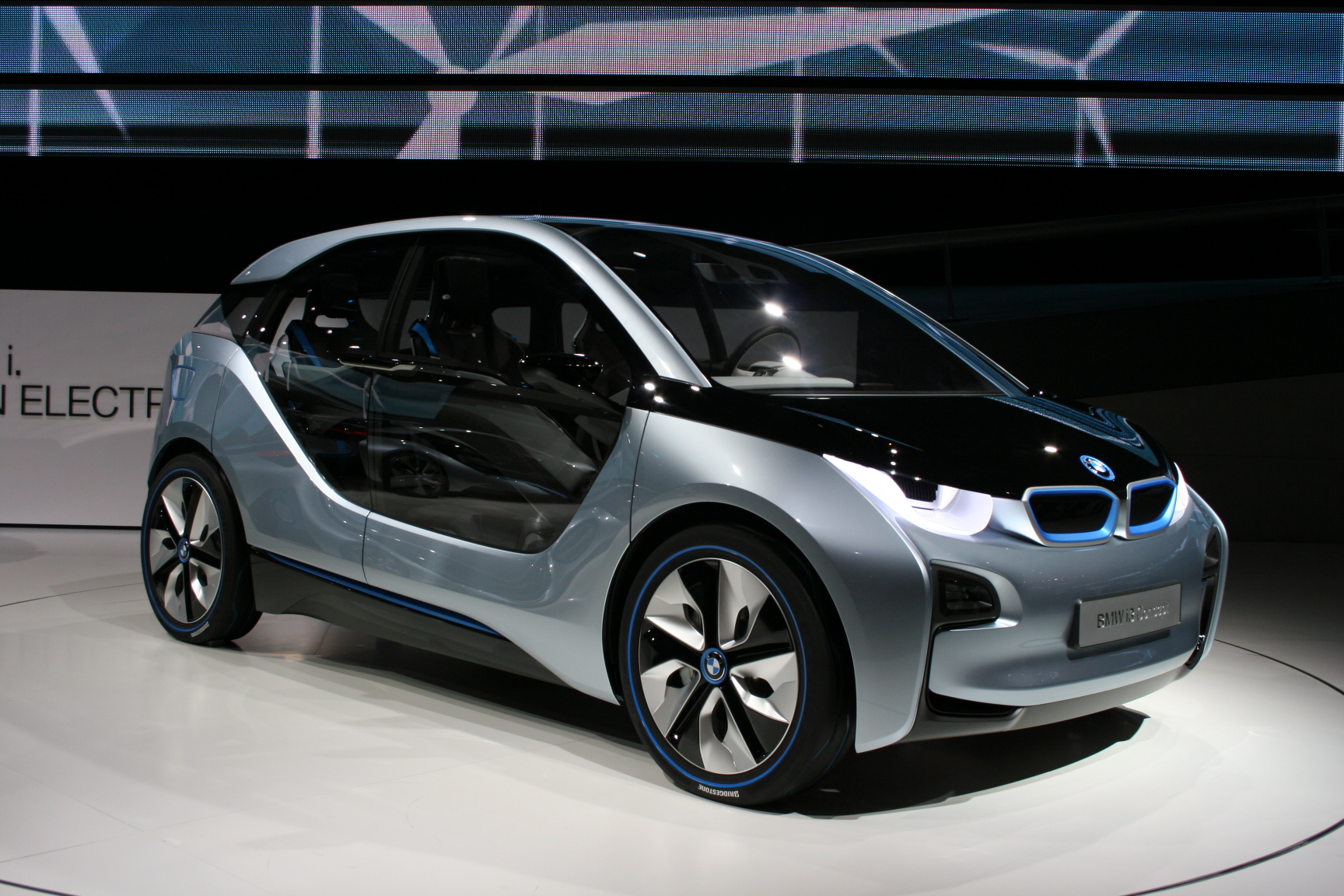
Mega City Vehicle (MCV), concept car préfigurant la citadine électrique i3.
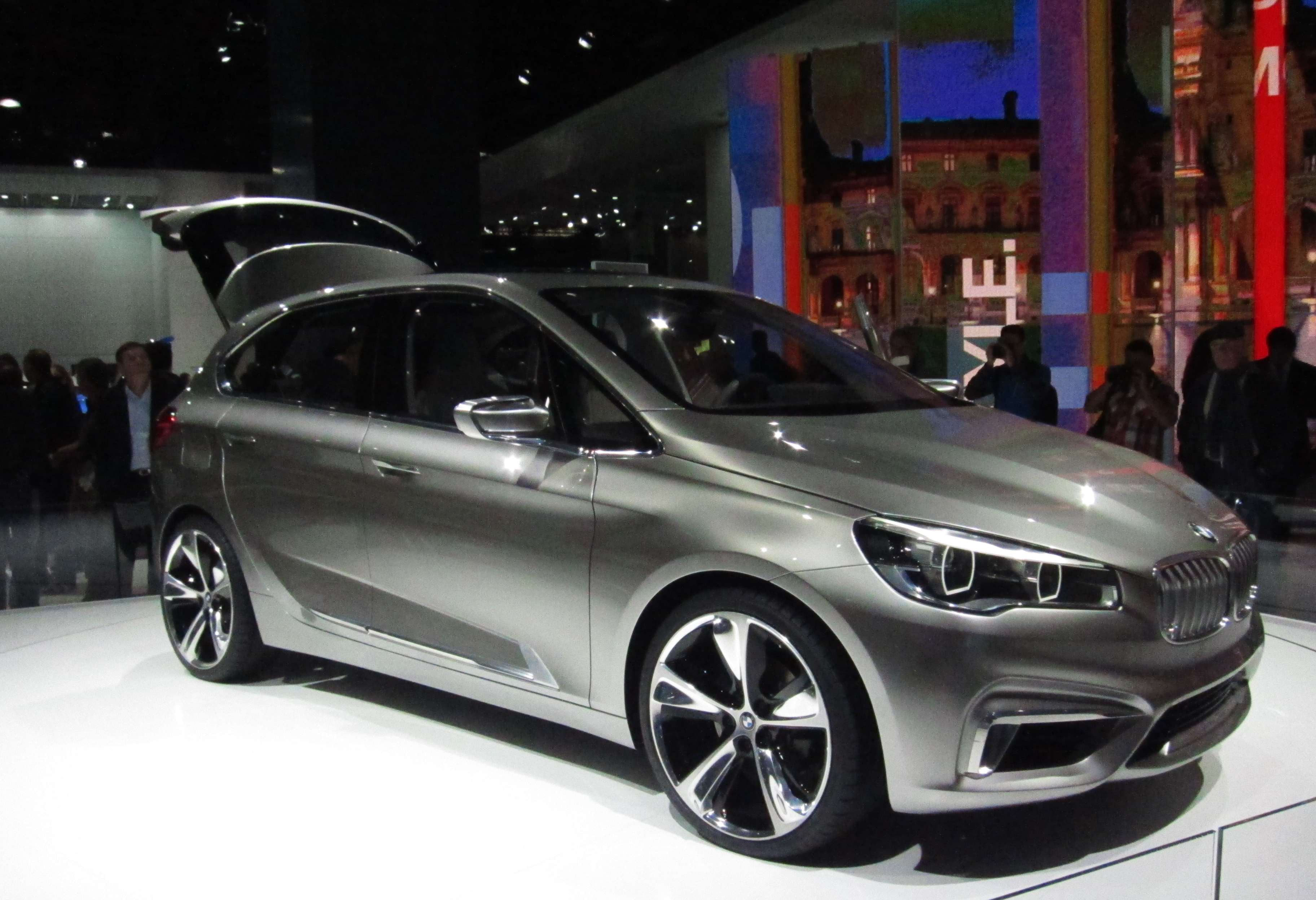
Active Tourer.
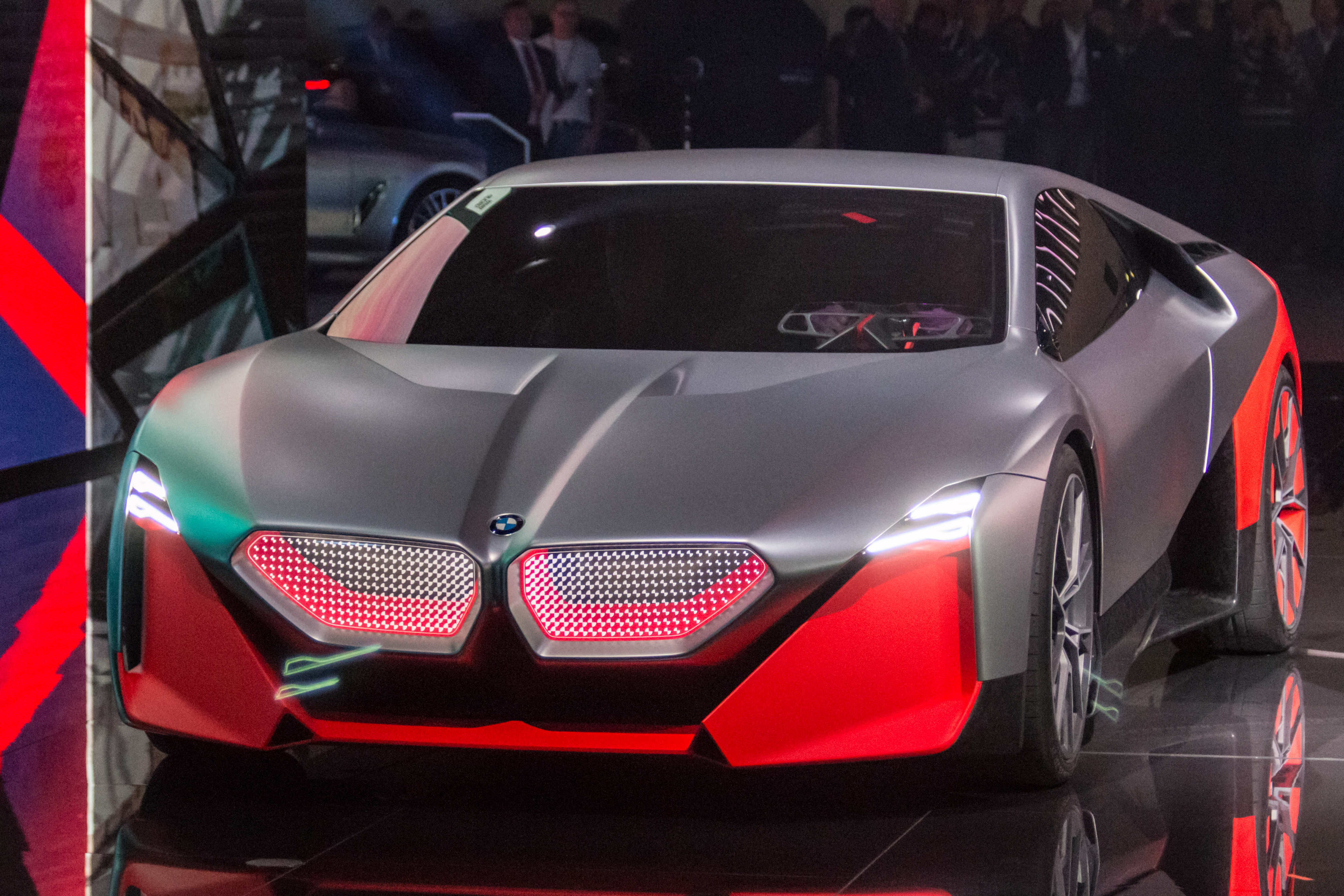
Vision M Next.
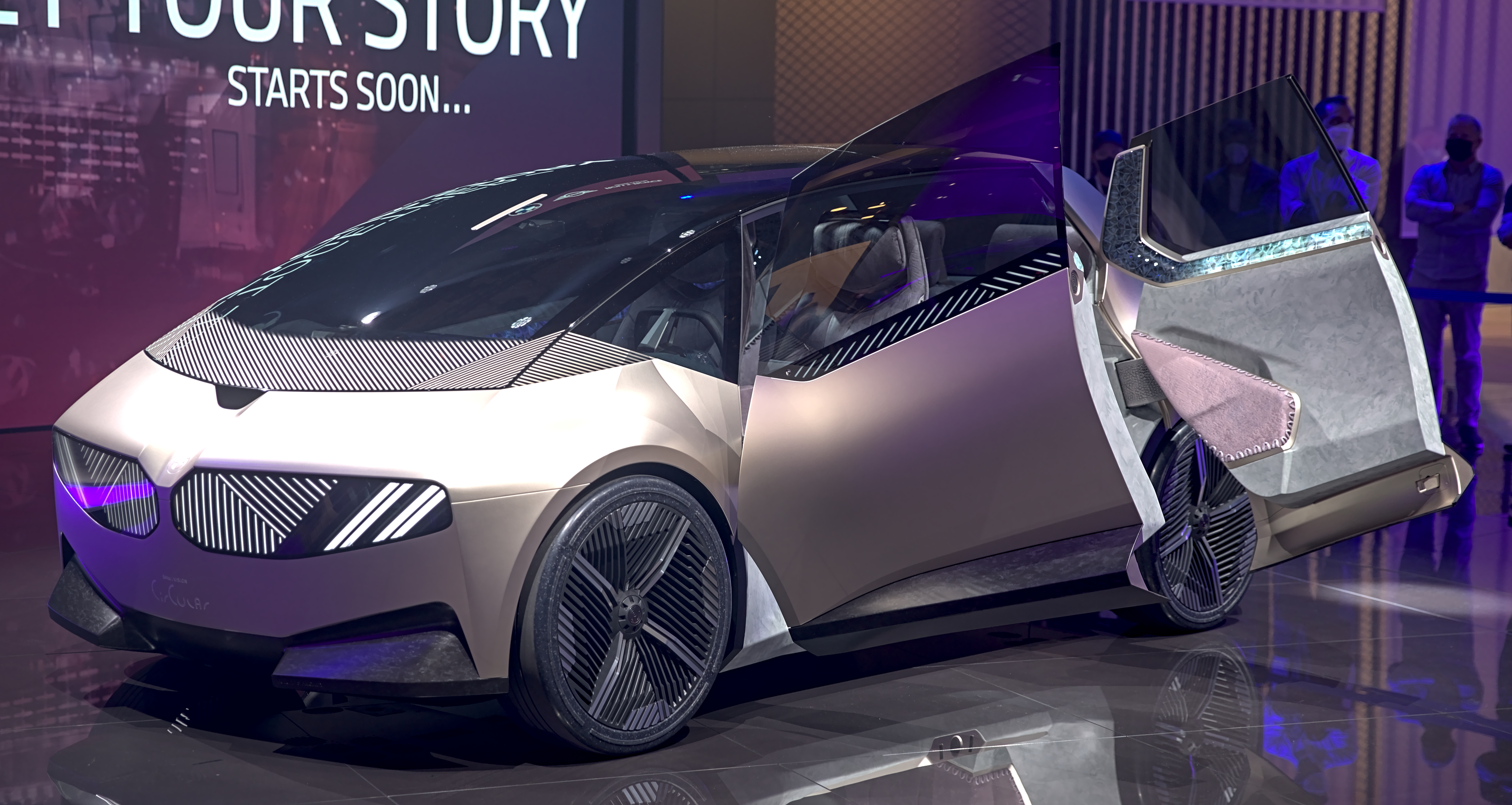
i Vision Circular.

## Recherche et développement
Depuis 25 ans[Depuis quand ?], les ingénieurs de BMW cherchent à développer une voiture à moteur thermique classique propulsée par un système d'alimentation en hydrogène liquide. En effet, l'hydrogène est un combustible propre, car il ne génère que de la vapeur d'eau. Néanmoins, ce n'est pas une énergie primaire, de ce fait, la question est : comment le produire ? À l'heure actuelle, il peut être produit selon plusieurs procédés, mais tous ne sont pas « propres ». Produire de l'hydrogène à partir de gaz n'a, en effet, aucun sens puisque celui-ci va produire plus de pollution. Des procédés « propres » peuvent alors être adoptés pour produire cet hydrogène (électrolyse de l'eau à partir d'électricité « propre »), mais ils ne sont actuellement pas rentables. C'est sur ce terrain que BMW tente de favoriser cette production « verte » pour ses futurs véhicules.
La BMW Hydrogen 7, voiture homologuée, mais non commercialisée, est l'aboutissement de leur travail. Elle dispose de deux réservoirs : un d'essence, l'autre d'hydrogène. En mode essence, le véhicule rejette 300 g/km de CO2 alors qu'il n'en rejette que 5 g/km avec le mode hydrogène.
Cependant, la commercialisation des modèles à hydrogène pose encore de nombreux problèmes. Les réservoirs d'hydrogène sont très lourds ; ils pèsent 220 kg. Les ingénieurs travaillent donc sur de nouveaux réservoirs moins volumineux.

## Compétition
BMW a participé, directement ou via des équipes officielles ou clientes, à diverses compétitions automobiles :
- Voitures de tourisme : multiple vainqueur des 24 Heures de Spa et des 24 Heures du Nürburgring, champion(s) d'Europe et du monde (ETCC et WTCC) et 1er à de nombreux championnats nationaux.
- Rallyes :
  - victoire au rallye du Portugal en 1972 (l'Allemand Warmbold sur une 2002 TI) ;
  - vainqueur d'une manche du championnat du monde (WRC), Tour de Corse 1987 avec la M3 e30 gr. A du Français Bernard Béguin (Team Prodrive) ;
  - premier à divers championnats nationaux.
- Circuit : en Allemagne, de très nombreux succès dans la fameuse série : DTM (neuf titres de champion).
- Endurance : vainqueur des 24 Heures du Mans 1995 en tant que motoriste de la McLaren F1 GTR et des 24 Heures du Mans 1999 avec la BMW V12 LMR.
- Participations au rallye-raid Le Dakar via le Team X Raid.
- Dans les années 1970, BMW a collaboré avec Alpina pour la mise au point de la 3.0 CSL allégée, une voiture de sport qui sera utilisée en compétition[64].

### Formule 1
BMW rejoint officiellement le monde de la Formule 1 en 1982 en tant que motoriste de l'écurie Brabham. Le Brésilien Nelson Piquet remporte avec elle le titre de champion du monde des pilotes en 1983. L'aventure s’arrêtera en 1987 sans le moindre titre constructeur.
En 2000, BMW revient à la F1 avec un nouveau moteur V10 propulsant un châssis Williams. Le constructeur bavarois et l'écurie britannique seront partenaires jusqu'en 2005. De nombreuses victoires sont remportées, mais aucun titre ne vient auréoler cette collaboration, bien que Williams et son pilote Juan Pablo Montoya aient entrevu les couronnes mondiales en 2003.
À la fin de la saison 2005, BMW s’associe à Sauber pour créer l'écurie BMW Sauber F1 Team, engagée pour la saison 2006. L'équipe remportera une seule victoire, au Grand Prix du Canada 2008, avec Robert Kubica. BMW se retire de la compétition à la fin de la saison 2009, mais l'écurie gardera le nom de « BMW Sauber » pour la saison 2010 pour des raisons contractuelles alors qu'aucun élément BMW n'est monté sur la voiture (le moteur est fourni par Ferrari).
Au palmarès motoristes de la Formule 1, BMW compte 20 victoires, 33 poles positions et meilleurs tours, et 86 podiums.

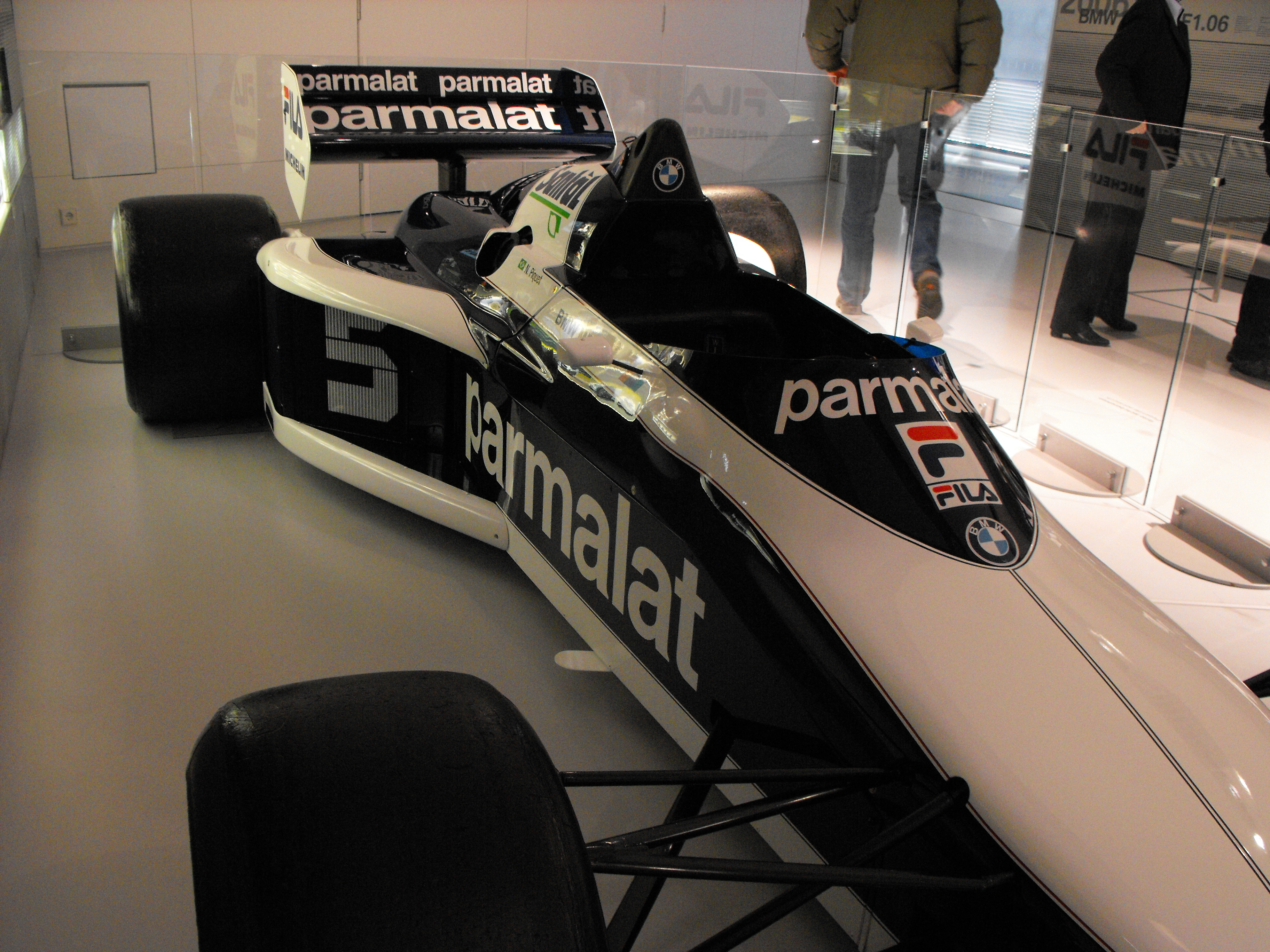
Nelson Piquet remportera le titre mondial 1983 au volant de cette Brabham BT52 à moteur BMW
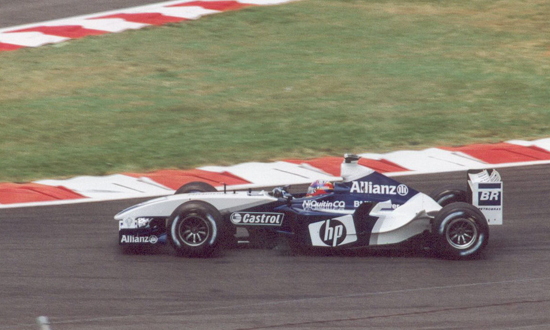
Avec la FW25 à moteur BMW, Juan Pablo Montoya et Williams passeront proches des titres mondiaux 2003
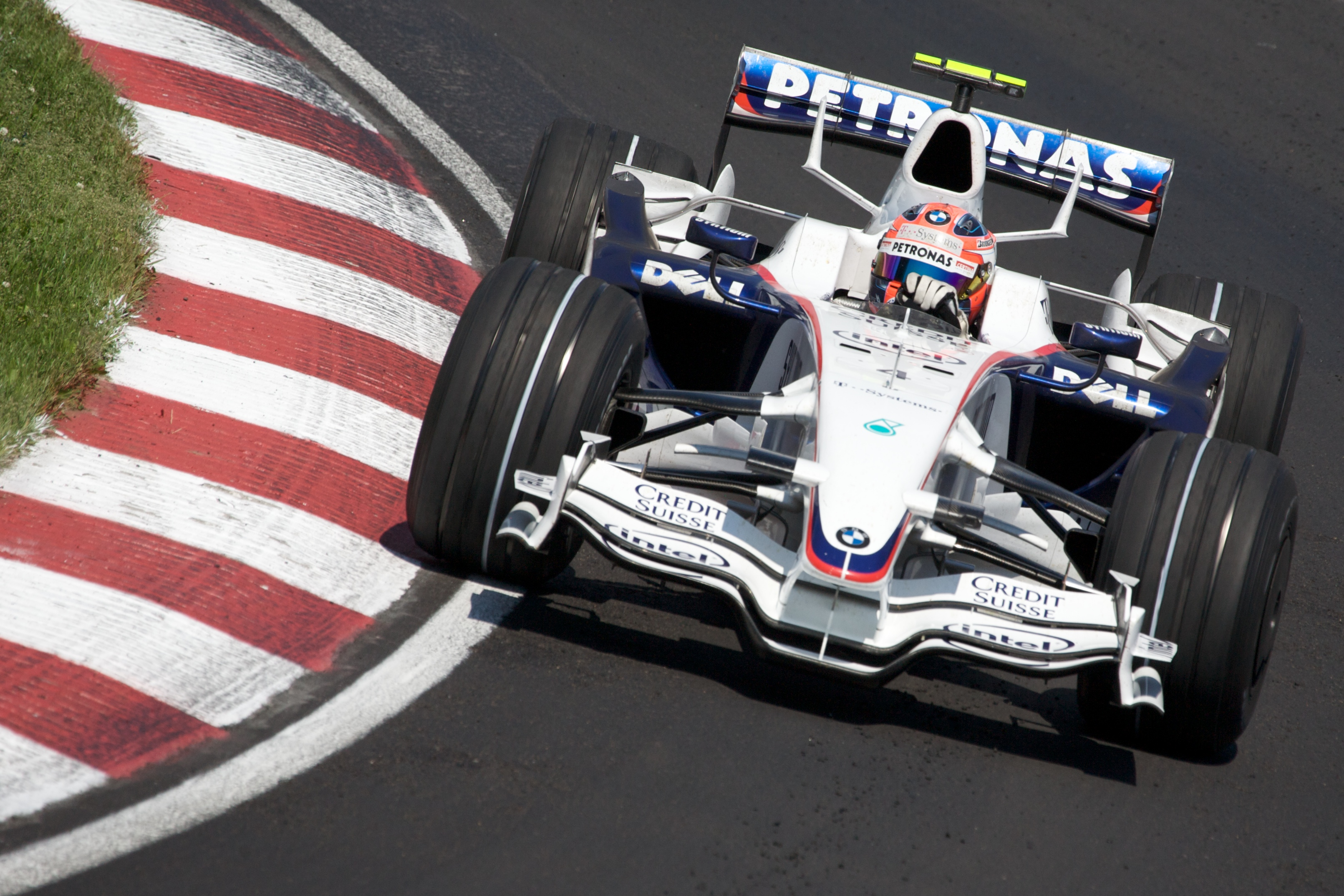
Le Polonais Robert Kubica remportera, au Grand Prix du Canada 2008, la seule victoire de l'écurie officielle BMW en Formule 1

## Controverses

### Liens supposés avec des usines chinoises soumettant les Ouïghours au travail forcé
Selon un rapport publié en mars 2020 par l'Institut australien de stratégie politique, ASPI, Australian Strategic Policy Institute, think tank créé par l'État australien, les usines ayant recours au travail forcé des Ouïghours au Xinjiang, région au nord-ouest de la Chine, font partie de la chaîne de production de 83 marques internationales, parmi lesquelles BMW,. Les Ouïghours sont une minorité musulmane persécutée en Chine.

### Entente sur les dispositifs antipollutions
En 2019, l'Union européenne accuse BMW et d'autres constructeurs européens d'entente illégale afin de « priver les consommateurs de la possibilité d'acheter des voitures moins polluantes, alors que la technologie était à la disposition des constructeurs ».
En juillet 2021, l'Union européenne inflige une amende à BMW de 373 millions d'euros et à Volkswagen de 502 millions d’euros, pour une entente avec Daimler sur les systèmes d’épurations de l’oxyde d'azote des voitures diesel, Daimler étant exonéré d'amende ayant révélé cette entente.

### Discrimination
En septembre 2015, BMW convient de verser 1,6 million de dollars à des anciens employés afro-américains qui n'avaient pas été réembauchés lors d'une renégociation de leur contrat de travail en 2008 à la suite d'un changement de sous-traitant en Caroline du Sud,. Selon sa procédure habituelle, BMW avait conduit une vérification des antécédents judiciaires des 645 employés de leur sous-traitant et n'avait pas renouvelé le contrat de ceux ayant un casier judiciaire, ceci, d'après l'Equal Employment Opportunity Commission (en) (EEOC), « sans évaluation au cas par cas sur la nature et la gravité des faits reprochés » et quelle que soit l'ancienneté des condamnations. Soixante-dix des quatre-vingt-huit personnes non réembauchées étant afro-américaines, l'EEOC a attaqué BMW pour discrimination raciale. Ils ont obtenu des dommages et intérêts et BMW s’est engagé à retrouver un nouvel emploi pour chaque victime du préjudice.

## Communication

### Fondation BMW
La Fondation BMW a été créée en 1985 sous l'égide de la Fondation de France. Elle a soutenu pendant vingt-trois ans des projets artistiques (architecture, design, restauration de patrimoine), avant de réorienter en 2008, son action vers le soutien à des projets alliant respect de l'environnement et mobilité. Elle a pour partenaire l'Association pour le droit à l'initiative économique, et soutient des personnes exclues des systèmes bancaires traditionnels pour leur permettre de créer leur activité.
Par ailleurs, en 2012, en parallèle du soutien à la création d'activité liée à la mobilité et respectueuse de l'environnement, la Fondation BMW s'est engagée dans le domaine de la prévention routière auprès des jeunes. Pour cela, elle a offert 350 stages post-permis à de jeunes conducteurs (titulaires du permis de conduire depuis moins de trois ans), pour leur permettre de mieux maîtriser le freinage et la trajectoire de leur véhicule.

### Activité de lobbying

#### Auprès des institutions de l'Union européenne
BMW est inscrit depuis 2008 au registre de transparence des représentants d'intérêts auprès de la Commission européenne. Le groupe déclare en 2015 pour cette activité des dépenses d'un montant compris entre 1 250 000 et 1 500 000 euros, et indique avoir perçu sur le même exercice 687 124 euros de subventions de l'Union européenne.
Le constructeur est cité en 2022 dans un article du journal Le Monde, au sein duquel Pascal Canfin, président de la commission environnement du Parlement européen, dénonce le groupe au regard de ses activités de lobbying : « BMW essaie de torpiller la règle de 100 % de voitures neuves zéro émission de CO2 en 2035 et veut instaurer un système d’achat de crédits carbone qui permettrait de continuer à mettre des véhicules thermiques sur le marché. Un véritable « permis de polluer », alors que nous avons d’ores et déjà une technologie zéro émission de CO2 pour les batteries. ».

#### Aux États-Unis
Selon le Center for Responsive Politics (CRP), les dépenses de lobbying de BMW aux États-Unis s'élevaient à 590 000 dollars en 2015 et 410 000 dollars en 2016.

### Prises de position
En mai 2024 et à un mois des élections européennes, le PDG de BMW, Oliver Zipse, ainsi que les dirigeants d'une trentaine d'entreprises allemandes, signent une tribune contre l'extrême-droite, représentée par le parti Alternative pour l'Allemagne (AfD) dont les intentions de vote montent dans les sondages. Selon la tribune, « les partis xénophobes découragent » les travailleurs étrangers dont ont besoin ces sociétés. Les entreprises signataires entendent également organiser des ateliers, des réunions publiques et des forums en interne,.